# Section paloise (rugby à XV)
Pour la section féminine, voir Lons Section paloise rugby féminin. Pour le club omnisports, voir Section paloise omnisports.
Pour les articles homonymes, voir Section paloise.
Maillots
Actualités
Dernière mise à jour : 29 octobre 2023.
La Section paloise est un club de rugby à XV fondé en 1902 et basé à Pau.
La Section dispute ses rencontres à domicile au stade du Hameau depuis 1991, après avoir foulé pendant 80 ans la pelouse du stade de la Croix du Prince (1910-1990) et évolue actuellement en Top 14. Les sectionnistes ont remporté à trois reprises le championnat de France en 1928, 1946 et 1964. La Section a remporté le challenge Yves du Manoir à trois reprises également, en 1939, 1952 et 1997. Au niveau continental, la Section compte une victoire en Challenge européen en 2000, et une demi finale de Coupe d'Europe en 1998. Enfin, le club remporte un titre de champion de France de Pro D2 en 2015.
Place forte du rugby français et club phare du Béarn, la Section paloise a été marquée par des figures comme Robert Paparemborde, François Moncla, Nano Capdouze et Albert Cazenave. Porté par son public et par une multitude d'acteurs économique, dont le groupe TotalEnergies, le club vise désormais à représenter plus largement le rugby béarnais et gascon au sommet de la hiérarchie française, en faisant honneur à son histoire de jeu de mouvement et de confiance à la jeunesse.
La section rugby est la plus ancienne section du club omnisports du même nom.

## Histoire

### Implantation du rugby à Pau
Après Le Havre et Bordeaux, Pau est la troisième ville majeure de province à accueillir le rugby en France. La pratique de ce sport est en effet attestée dès 1890 au Champ Bourda par les Coquelicots de Pau, association sportive du Lycée de Pau, futur Lycée Louis-Barthou, créée afin de disputer les lendits du Docteur Tissié,. Les Coquelicots disputent des matchs face aux équipes des Montagnards de Bayonne et de la « Pyrénéenne de Tarbes »,.

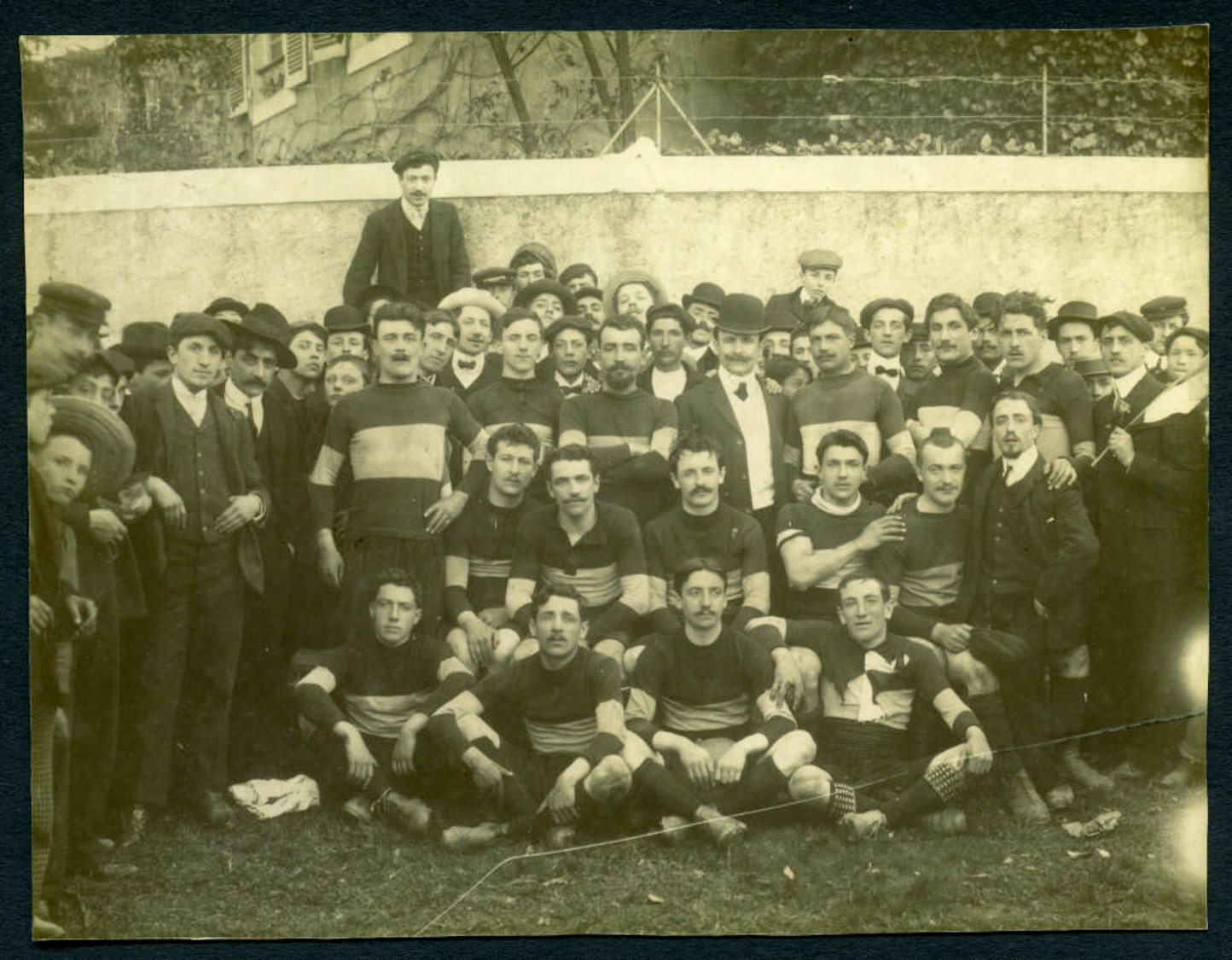
Stade palois en 1901.

Le « Stade palois » est fondé le 13 juillet 1899 dans une des salles du « Café Gil », situé au 1 rue Bayard par Louis d'Iriart d'Etchepare et d'anciens élèves du lycée Louis-Barthou. Le club est parfois appelé Stade Béarnais par la presse,. Le « Stade palois » compte dans ses rangs le capitaine Henri Sallenave et d'autre jeunes empreints d'anglophilie, en vogue à Pau à la Belle Époque,. Le club est affilié à la Ligue girondine d’éducation physique créée par le Docteur Tissié, et s’entraîne sur le terrain de la commune de Gelos. À partir d'octobre 1901, Tissié et la Ligue girondine, avec le soutien du maire Alfred de Lassence, reprennent graduellement le contrôle du club.

### Fondation (1902 - 1905)
La « Section paloise de ligue girondine », fondée le 3 avril 1902, constitue désormais un club omnisports intégré à la Ligue girondine, sous l'autorité directe du Docteur Tissié. Son premier président fut le docteur Pellizza-Duboué, neveu du savant béarnais Pierre-Henri Duboué et père de Henri et Pierre.
La Section paloise se singularise dès son origine par la pratique de la barrette, discipline proche du « football rugby » et en vogue dans le Sud-Ouest au début du XXe siècle. Ce jeu, axé sur la vitesse et les prises d’intervalles davantage que sur l’affrontement physique, bénéficiait du soutien du docteur Tissié et de la Ligue girondine.
Dès lors, trois futurs internationaux du XV de France, Jean Domercq, Jacques Dufourcq et Hélier Thil, firent leurs débuts au sein de l'équipe première.

### Nouveau nom et passage au rugby à XV (1905 - 1914)
À partir de 1905, la Section paloise abandonna la pratique de la barrette pour s'engager dans les championnats régionaux de rugby à XV et devint simplement la « Section paloise ». L’intégration officielle du Stade palois au sein de la Section paloise permet de constituer un grand club représentatif de la ville de Pau. Les joueurs se voient surnommés « les Sectionnistes ».
Le Dr Pellizza-Duboué, président jusqu'en 1905, est remplacé par M. Dulau, directeur d'une tannerie. Jusqu'en 1907, la Section paloise fonctionnait en autogestion, bénéficiant d'un recrutement aisé grâce à l'engagement d'anciens joueurs des Coquelicots de Pau. Cette année-là, le club remporte le championnat de troisième série et accède à la deuxième série. Cependant, des difficultés financières commencent à se manifester. Heureusement, l'introduction de nouveaux statuts en 1910 et la création de deux catégories de membres, actifs et honoraires, permettent au club de s'adapter. Les membres honoraires, issus de la bourgeoisie paloise, doivent désormais payer une cotisation annuelle de 12 francs et deviennent les dirigeants de l'association. En plus de leur cotisation, les membres honoraires contribuent à l'équipement des membres actifs et sont chargés de trouver et d'aménager des terrains, en raison de la popularité croissante de la Section.

Les dirigeants du club louent le terrain de la Croix du Prince à partir de 1910, où ils installent un vestiaire et des tribunes couvertes pouvant accueillir 600 personnes. Le rugby connaît un succès grandissant et ne fait face à aucune concurrence, car le football est encore inconnu en dehors des patronages. Le 16 octobre 1910 , la Section paloise célèbre l'inauguration du stade de la Croix du Prince lors d'un match contre Bergerac, qui rassemble une foule de plus de 3 000 spectateurs. La Section remporte brillamment la partie avec un score de 13 à 0,. 
L'architecte Jules-Antoine Noutary conçoit ce nouveau stade, où des tribunes sont progressivement installées. Cependant, lors de la cérémonie officielle d'inauguration, les tribunes ne sont pas encore entièrement achevées.
Une fois les travaux complétés, le stade de la Croix du Prince acquiert rapidement la réputation d'être le plus confortable du Béarn. La Compagnie des Tramways de Pau crée même une nouvelle ligne pour desservir le stade, et en 1913, la Section est contrainte de contracter un emprunt pour construire de nouvelles tribunes.

En 1912, la Section paloise abandonne définitivement ses maillots bleu et noir (les couleurs du Stade palois)  au profit des couleurs vert et blanc. Revêtue de ces nouvelles couleurs émeraude, l'équipe se forge une réputation nationale. Victor Bernicha cède le capitanat au Gallois Tom Potter, qui assume également le rôle d'entraîneur-joueur et supervise l'éclosion d'une génération prometteuse de joueurs. Potter, considéré comme un véritable professionnel à une époque d'amateurisme, était officiellement lecteur au Lycée de Pau. Quelques années après avoir abandonné la barrette, la Section paloise devient dans les années 1910 un club de rugby à XV capable de rivaliser avec les puissances régionales que sont l'Aviron bayonnais et le Stadodeste tarbais, tout en mobilisant des supporters nombreux et fidèles. Lamouret et Espelette forment alors une charnière redoutable, qui se fait remarquer à Hardoy face aux futurs champions de France de 1913, attirant également près de 400 supporters béarnais qui ont fait le déplacement en train.

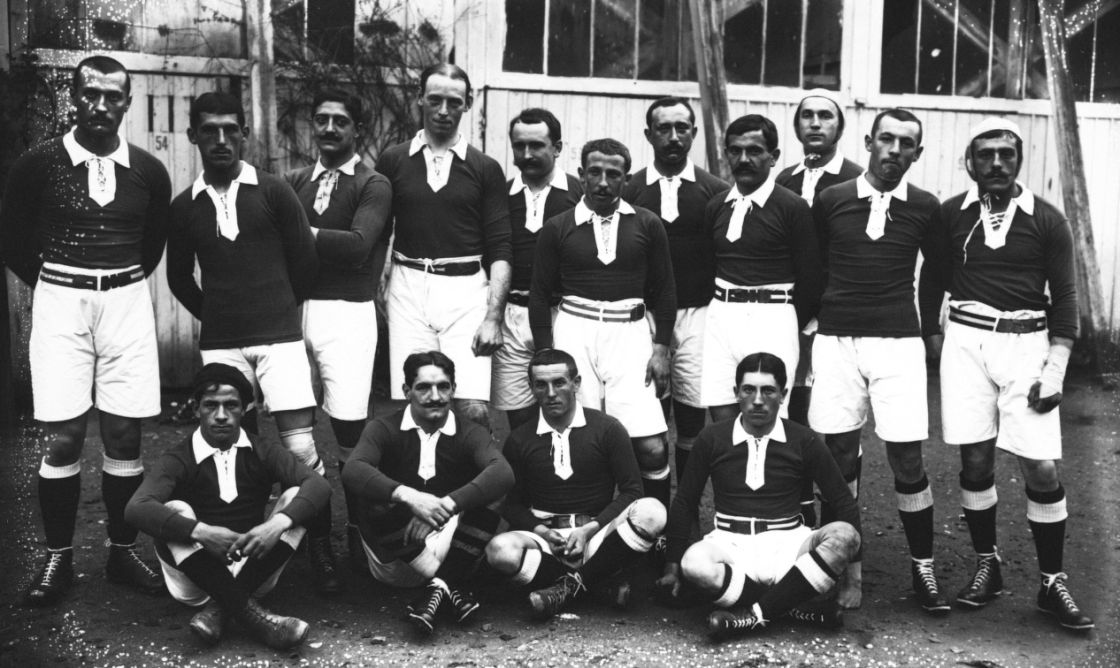
La Section paloise au Parc des Princes en 1913.

Cette génération de joueurs de la Section paloise connaît des progrès spectaculaires, et en 1913, l'équipe est désormais considérée comme l'une des plus importantes du rugby français. Installée dans son nouvel antre du Stade de la Croix du Prince, la Section enchaîne les performances remarquables.
Cette année-là, le match contre l'Aviron Bayonnais, champion 1913, qui se déroule devant 12 000 spectateurs à la Croix du Prince, est salué comme l'un des meilleurs de l'année en France.
L'avant-match est marqué par une polémique nationale au sujet de la participation éventuelle de Roe et Potter.

Les observateurs nationaux, tels que Gaston Bénac, soulignent les progrès de la Section, tant sur le plan du jeu que des infrastructures,.
Dans cette génération dorée, Gilbert Pierrot devient le premier joueur international du club lors du Tournoi des Cinq Nations de 1914. Jacques Dufourcq, membre de la première équipe de France au poste de troisième ligne, rejoint la Section après avoir obtenu sa première cape, tandis que Hélier Tilh et Jean Domercq deviennent internationaux après avoir quitté le club. Théophile Cambre, un jeune joueur en provenance du Béarn Sporting Club, est relégué au statut de remplaçant en équipe première.
La Première Guerre mondiale met un frein au développement du rugby à la Section. De nombreux joueurs de cette génération perdent la vie au champ d'honneur, parmi lesquels André Verdenal, Victor Bernicha, les frères Roger et André Daran, JB Bochet, Roger Dupuy, Jean Gascogne, Maurice Tournier, Émile Lacabanne, Pierre Lapuyade, Pierre Schang, Julien Fréchou et Henri Espelette, ainsi que vingt joueurs des équipes de jeunes.

La Section paloise, tous sports confondus, paie un lourd tribut lors de la Première Guerre mondiale, avec une quarantaine de morts sur les champs de bataille. Le club déplore notamment la perte de son capitaine, Victor Bernicha, qui est mobilisé aux côtés de ses coéquipiers  Lamouret, Espelette, Pierrot et Tournier.

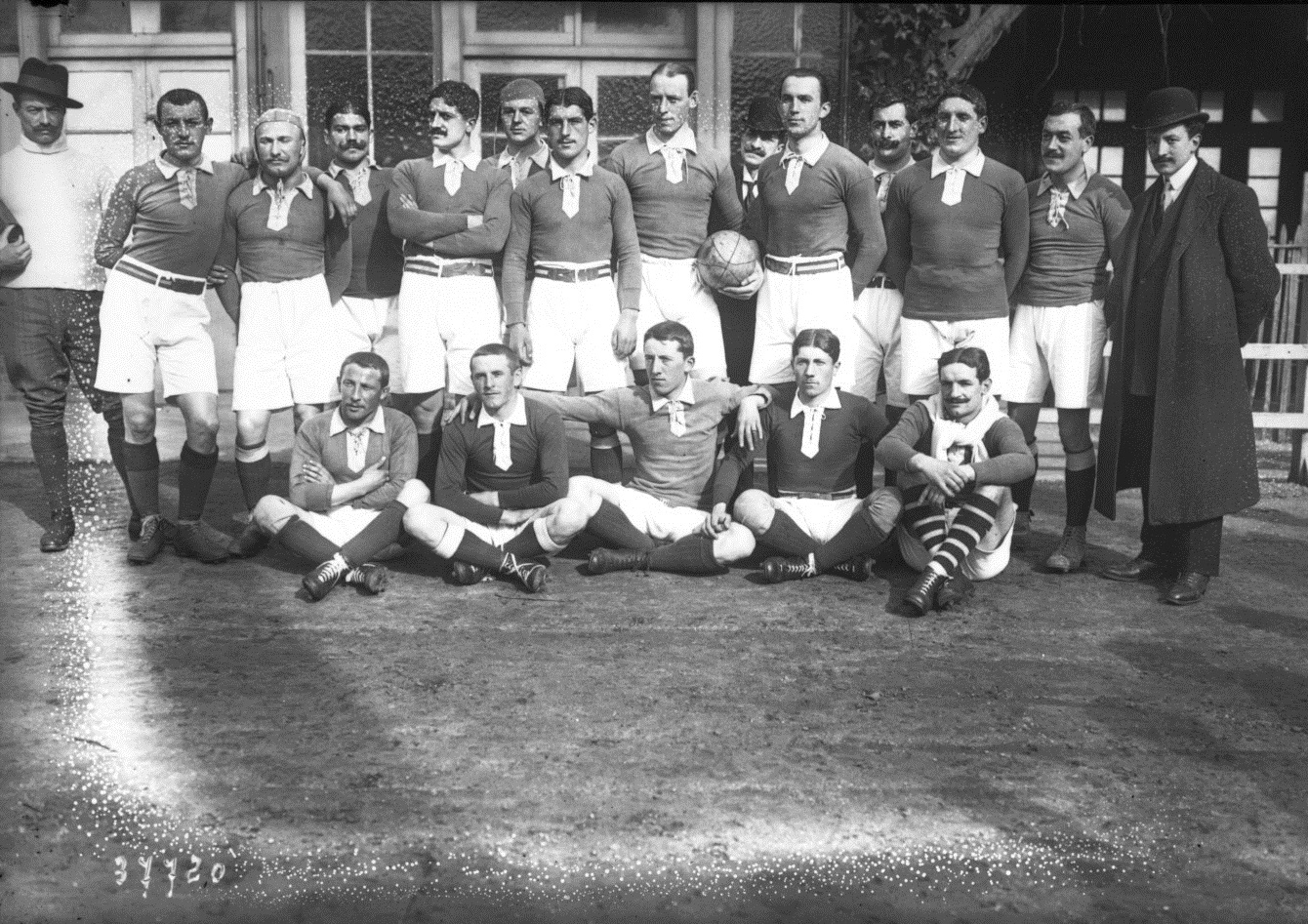
Le Section en 1914 au stade de Colombes. On distingue debout Tom Potter (ballon en main) et Gilbert Pierrot (bras croisés, avec la moustache).
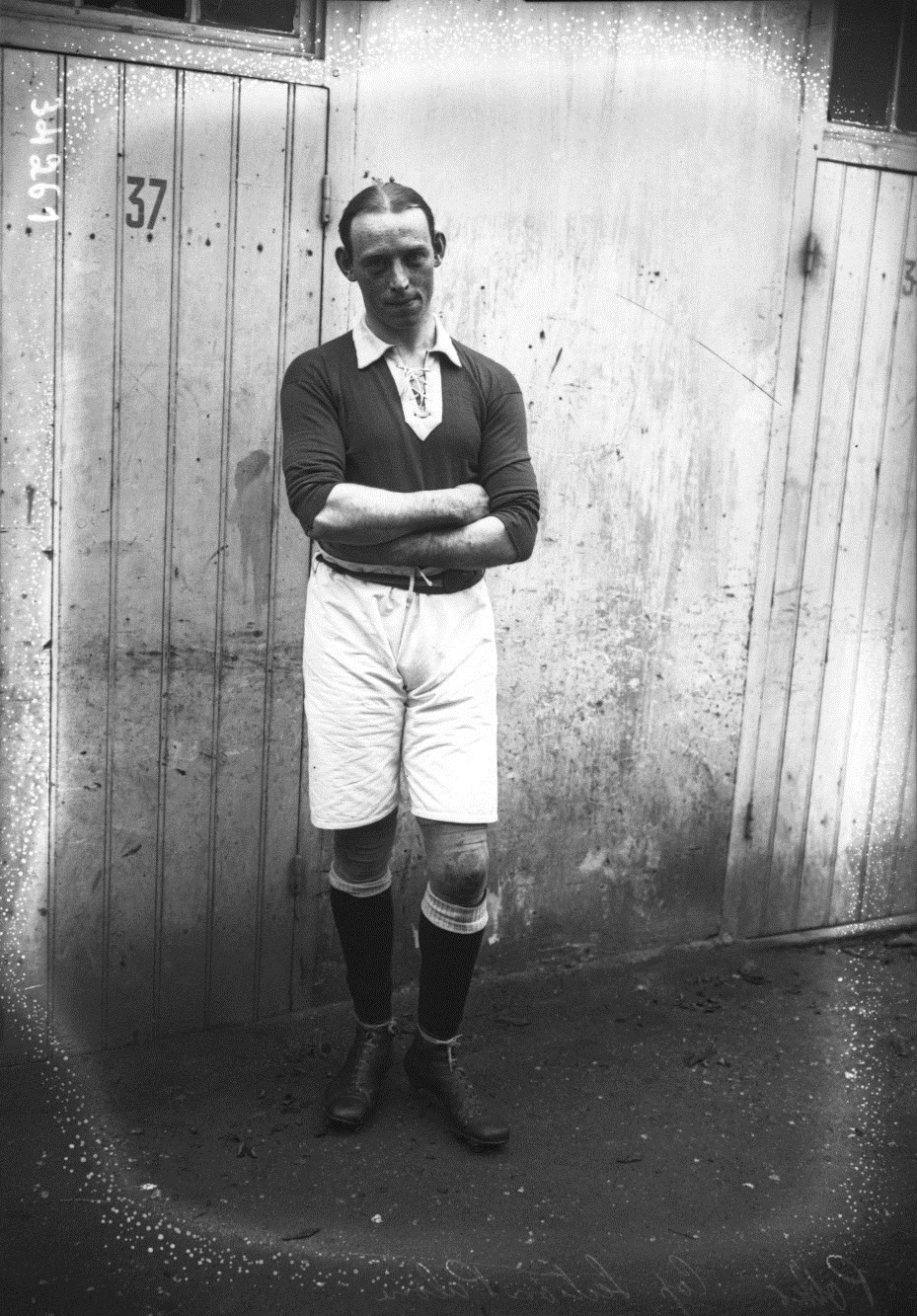
Tom Potter en 1913.
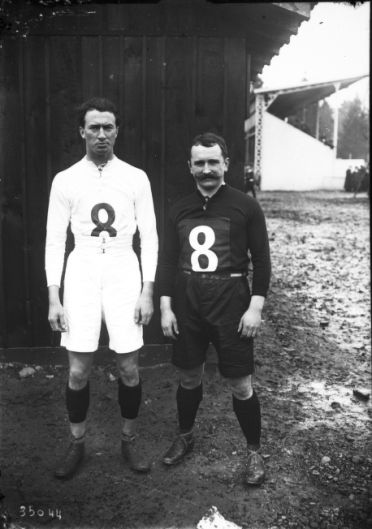
Maurice Boyau et Victor Bernicha.
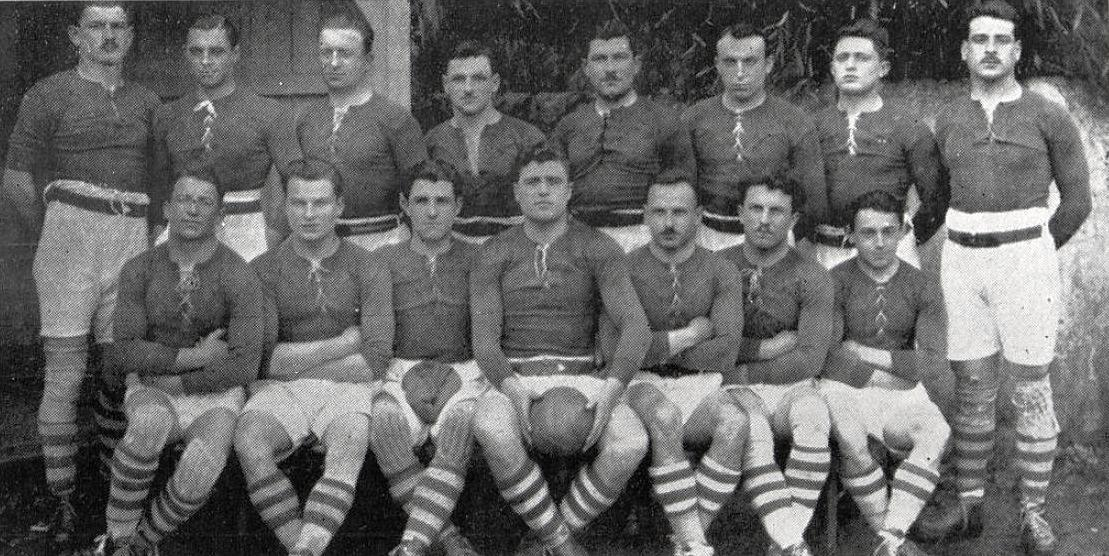
La Section paloise, demi-finaliste du championnat de France de rugby 1926-1927.

### Reconstruction et progression après-guerre
Sous la houlette de Gilbert Pierrot, la Section entre à partir de 1919 dans un phase de reconstruction. Le fabuleux quatuor offensif d'avant-guerre est décimé: Tournier est tombé au champ d'honneur, Pierrot est désormais blessé, Laurent Bergès jeune retraité et Paul Rieu sous d'autres cieux.
Roger Piteu s'impose en équipe première et devient international, et l'effectif est constitué autour d'anciens joueurs déjà présent avant le conflit comme Raymond Bonnemort ou Louis Artigou, mais aussi autour de militaires champion de France en 1919 avec le 18e RI dont Pierre Elichondo et Louis Mauco, internationaux de guerre durant les Jeux interalliés de rugby à XV, ou encore Pierre Harribey et Louis Cluchague.
La Section se qualifie pour la première fois pour les phases finales du championnat de France en 1922, le club atteignant les poules de trois (soit les trente meilleurs clubs français). Cependant, battu à domicile par Béziers puis à Tarbes, la Section ne se qualifie pas pour la seconde phase (2 poules de 5).

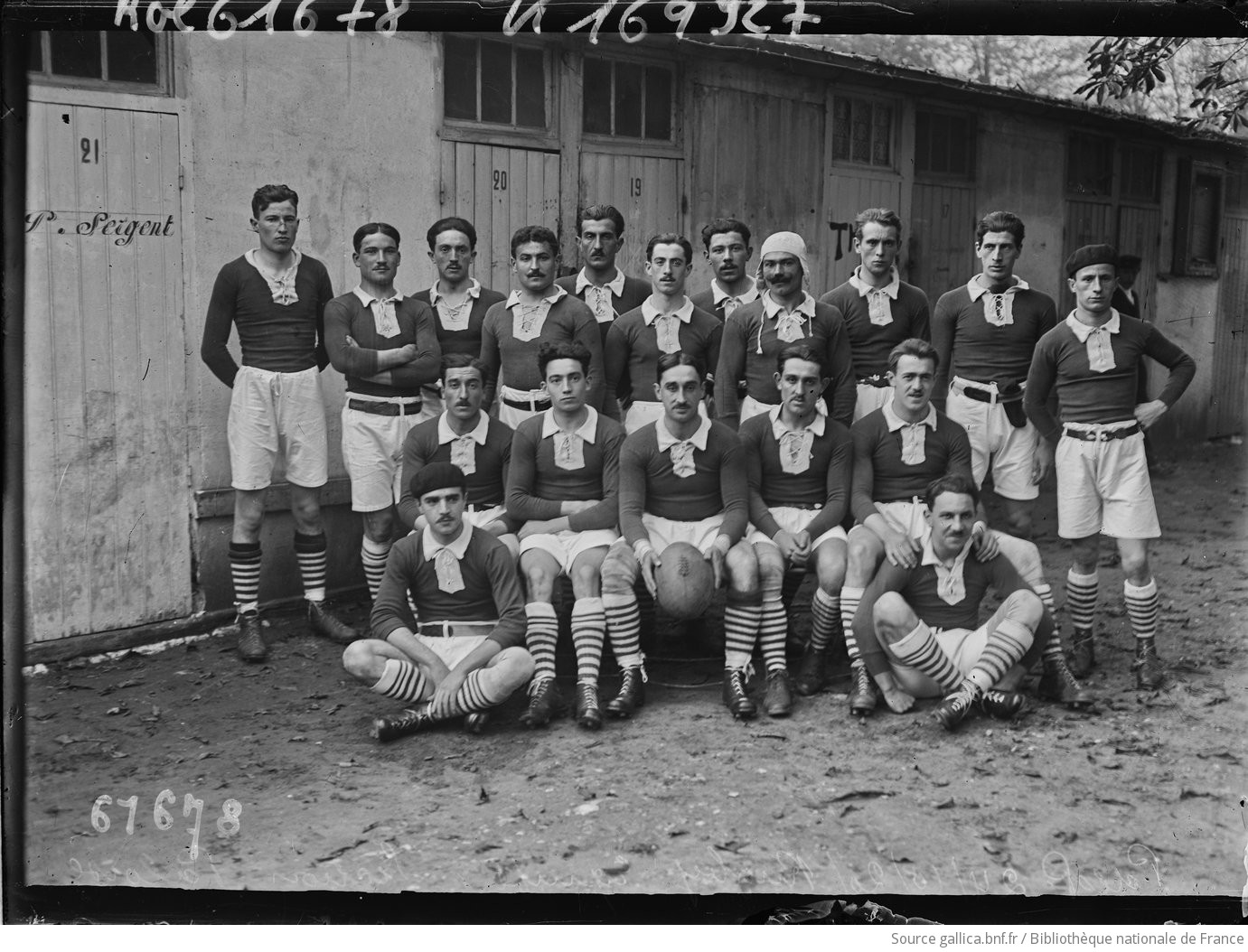
Debout de gauche à droite : Clouzet, Rolland, Morlasse, Lassus, Aulet, Bats, Minviel, Artigou,Goubert, Fourcade, Lamazourère. Assis : Marcanoza, Capdevielle, Elichondo, Bitalis, Cazaux. A terre : Roger Piteu et Foulquier
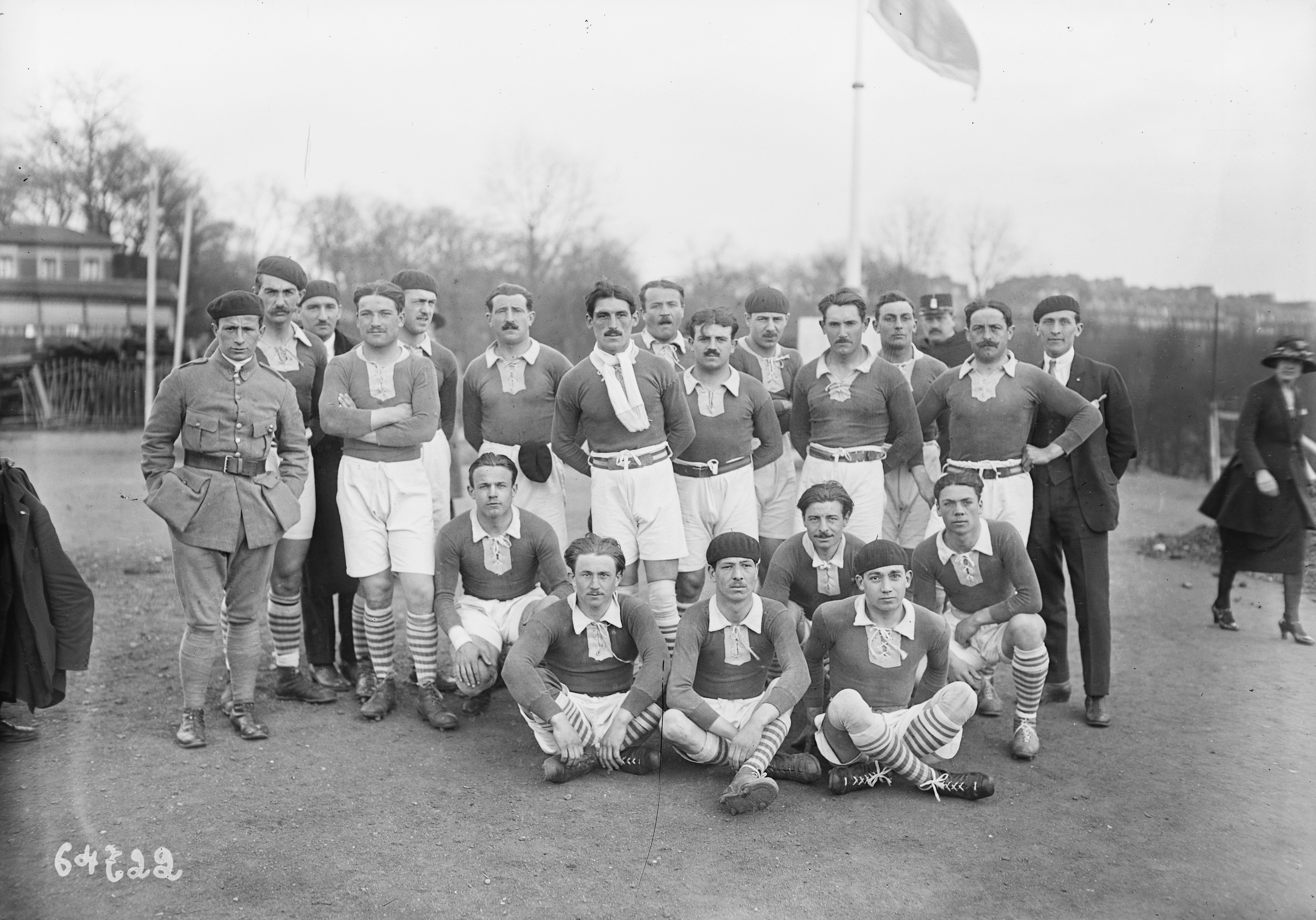
En 1921 au stade Bergeyre.
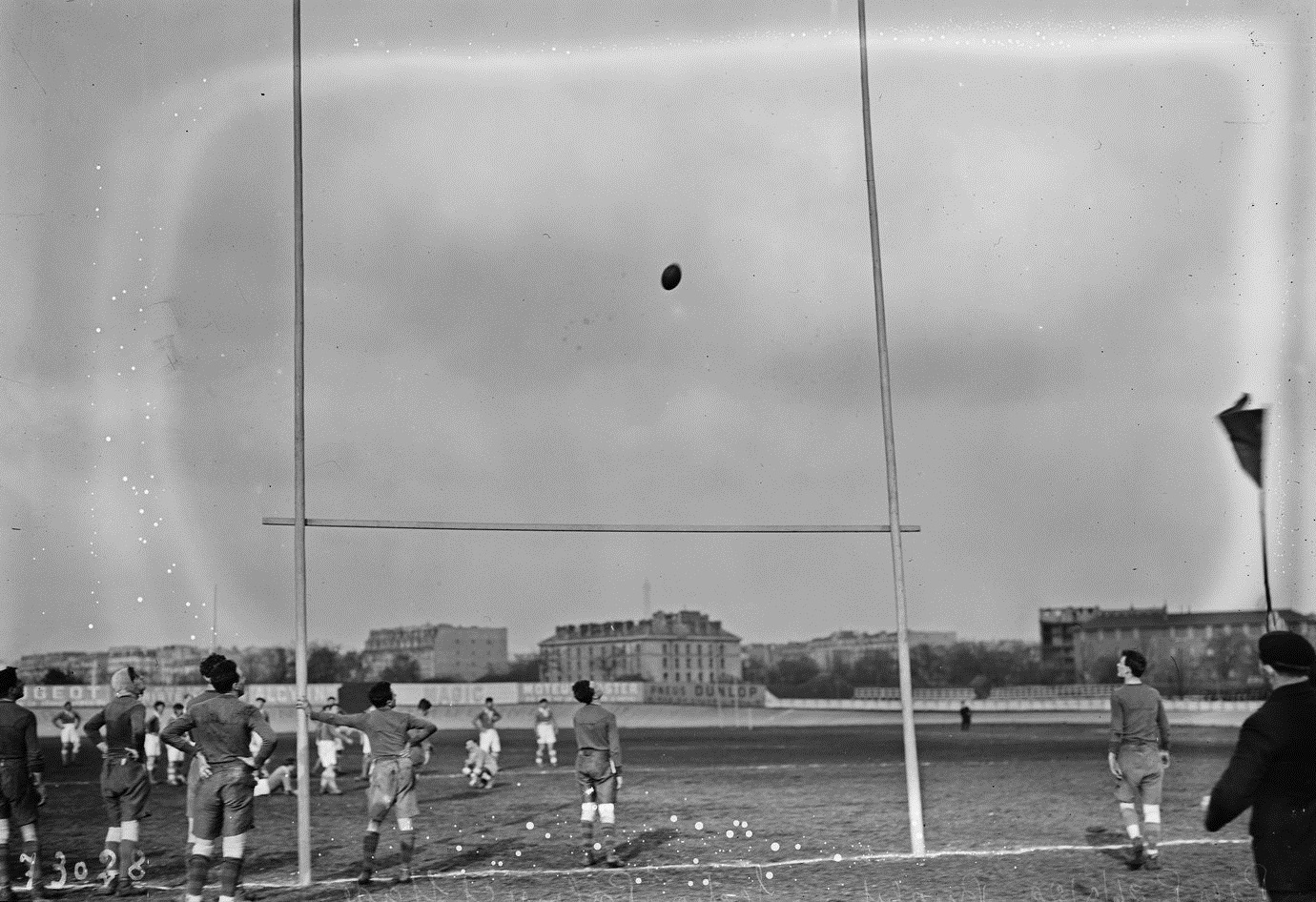
En 1922 face au Stade français au Parc des Princes.
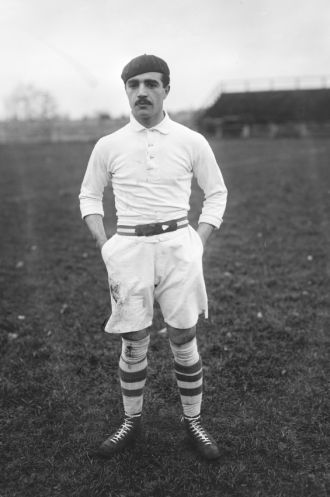
Roger Piteu en 1922.

#### Demi-finaliste du championnat 1927
Après des étapes à Paris et Toulouse, le nayais Albert Cazenave revient au bercail en Béarn et devient le capitaine emblématique du club à la fin des années 1920.

Après quatre saisons difficiles, le club se qualifie pour les demi-finales en 1927. La Section sort première de sa poule de cinq en première phase puis premier club français du Top 16 en deuxième phase (seul club à trois victoires en trois matchs). Les sectionnistes, ménés par Albert Cazenave et Robert Sarrade se qualifie pour la première fois de leur histoire pour les demi-finales du Championnat mais perd contre le Stade français à Bordeaux 12 à 0.

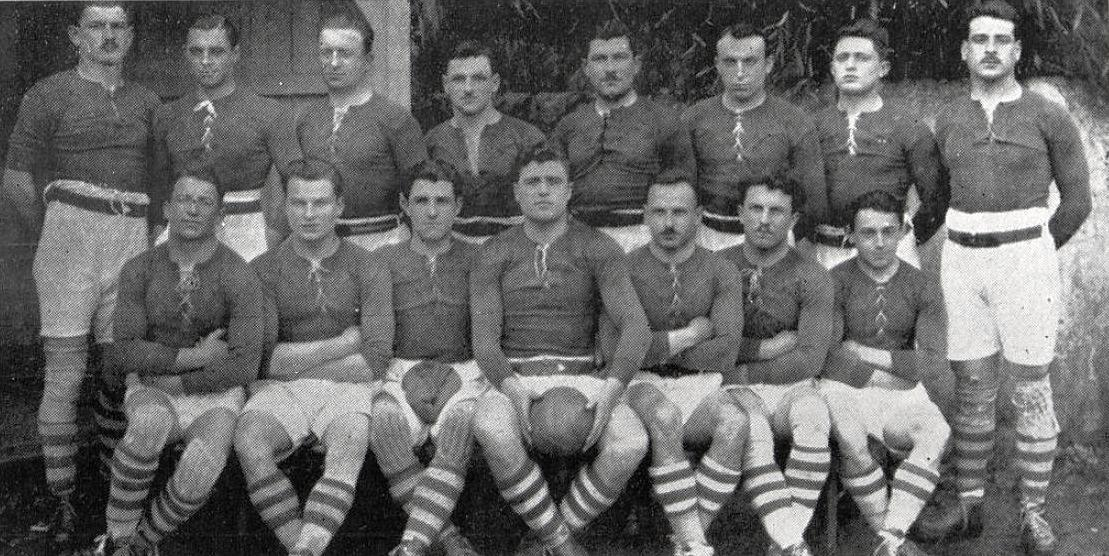
La Section paloise, demi-finaliste du championnat de France de rugby 1926-1927.
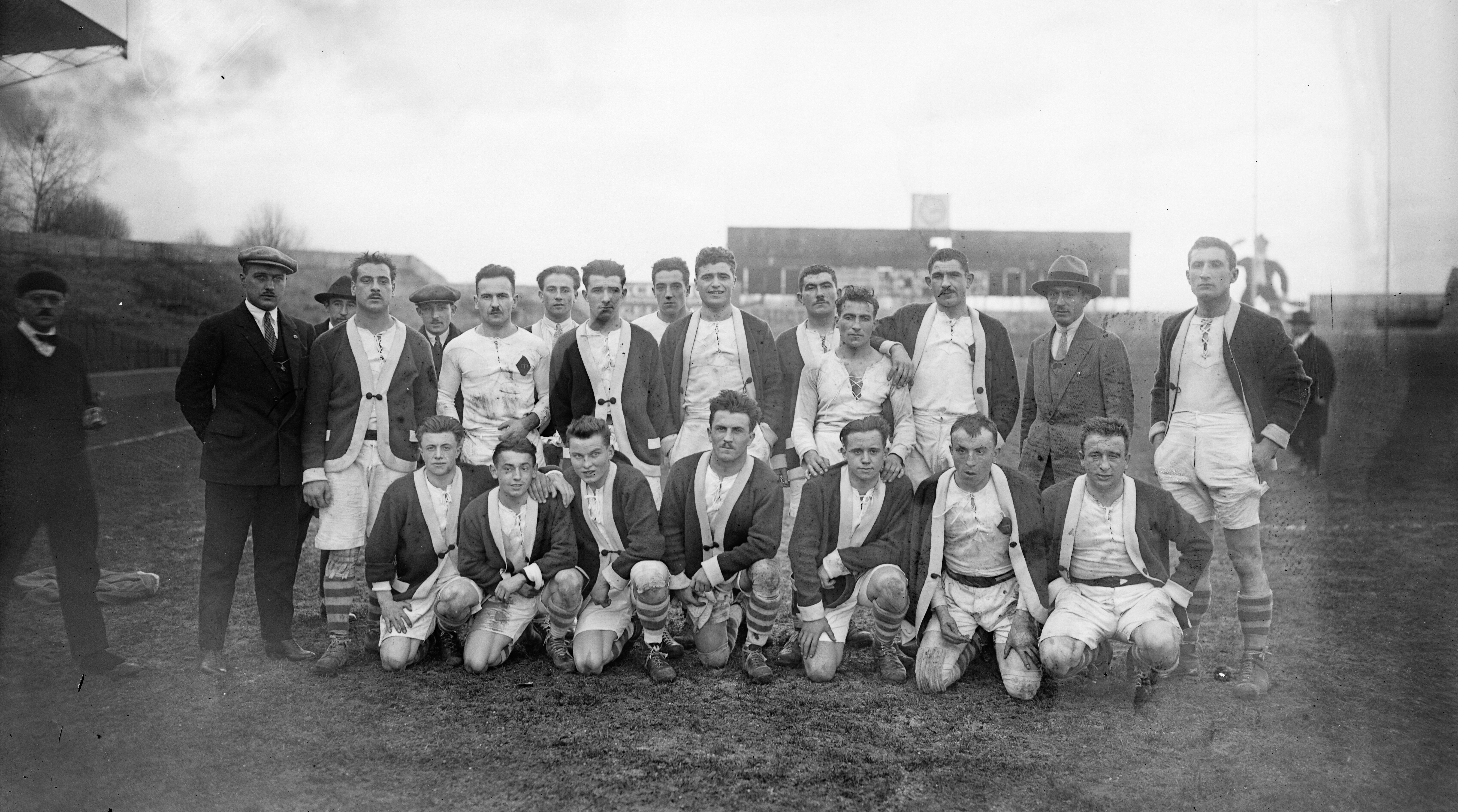
La Section paloise au stade de Colombes en 1926.

### Champion de France 1928
Durant la saison 1927-1928, l'équipe remporte le titre de champion de Côte basque face au Stade hendayais,. 
En 1928, sous la direction de Gilbert Pierrot, la Section paloise remporte son premier titre national lors du championnat de France de 1928. Le parcours commence par une première place dans une poule de cinq équipes. Ensuite, dans les poules de quatre, la Section triomphe successivement du Stade français, de Perpignan et de Lyon.
En demi-finale, la Section affronte le champion en titre, Toulouse, et parvient à l'éliminer sur un score de 3 à 0 après prolongations, grâce à un essai à rien.
La finale se déroule à Toulouse en mai 1928, opposant la Section à l'US Quillan devant une foule de 30 000 spectateurs. L'US Quillan, soutenue par le mécène Jean Bourrel, un industriel ayant fait fortune dans l'industrie du chapeau, avait constitué une équipe redoutable en recrutant massivement des joueurs talentueux, dont sept de l'US Perpignan, champion de France en 1925 et finaliste en 1926, ainsi que cinq joueurs internationaux, dont Louis Destarac.
La finale est âprement disputée, mais la Section s'impose finalement sur le score de 6 à 4, remportant ainsi le premier Bouclier de Brennus de l'histoire du club,. Le journal local, Le Patriote des Pyrénées, rapporte avec enthousiasme cette victoire, soulignant que les joueurs de la Section, surnommés les « bérets » en raison de leur habitude de porter firèrement le béret béarnais pendant les matchs, ont réussi à vaincre les joueurs de Quillan, surnommés les « chapeaux ».
L'Indépendant des Basses-Pyrénées célèbre également cet exploit, évoquant un « triomphe ». Le succès de la Section suscite un fort engouement parmi les supporters, avec 25 000 supporters palois et béarnais présents à Toulouse pour encourager leur équipe, vêtue de blanc pour l'occasion. Le capitaine emblématique, Albert Cazenave, est secondé par des joueurs clés tels que Georges Caussarieu, David Aguilar, Robert Sarrade, Fernand Taillantou et François Récaborde.

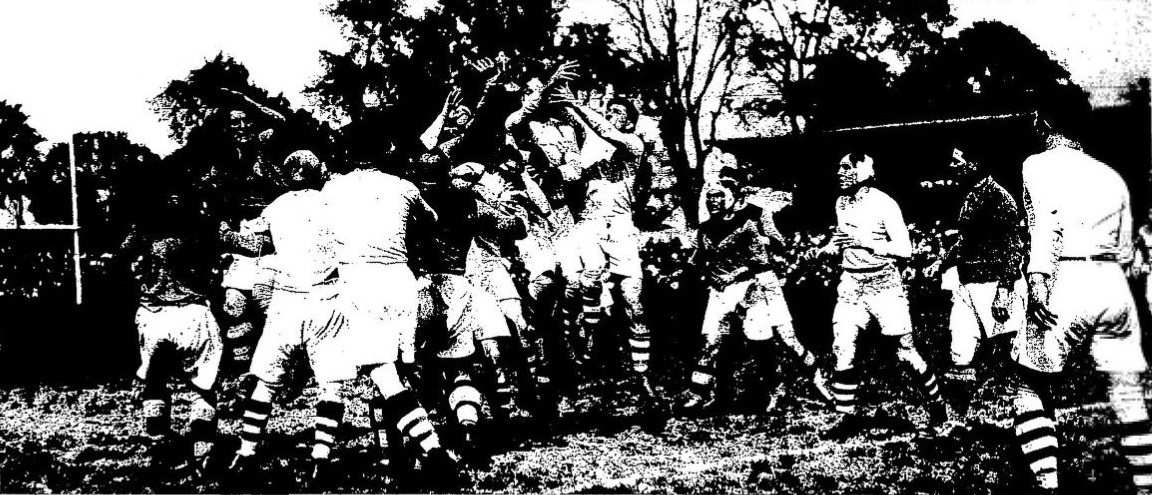
Finale du championnat de France de rugby en 1928 : la Section paloise contre Quillan. Touche demi-longue et balle aux Palois.
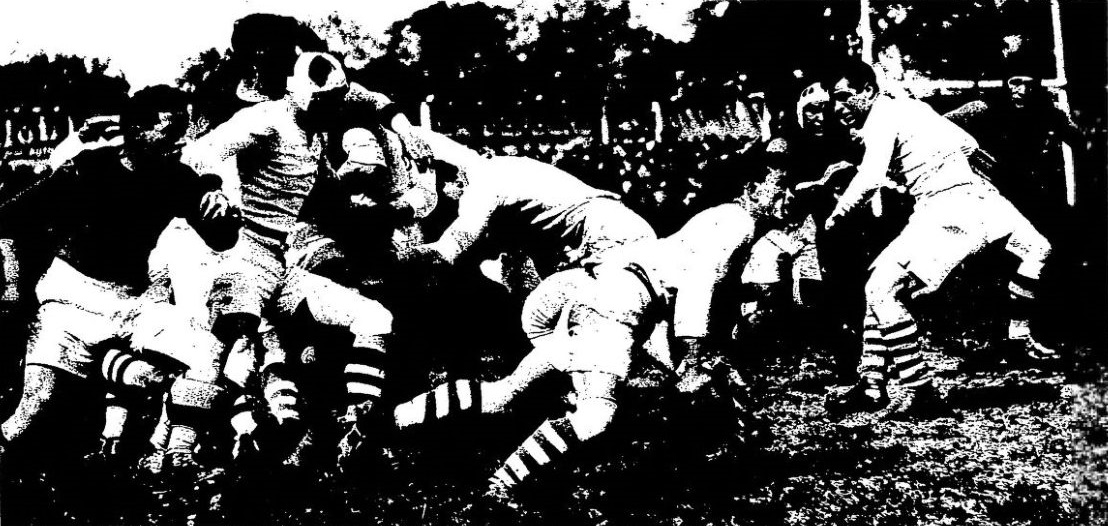
Sortie de mêlée pour Pau, le demi Crampes ouvre sur Sarrade.
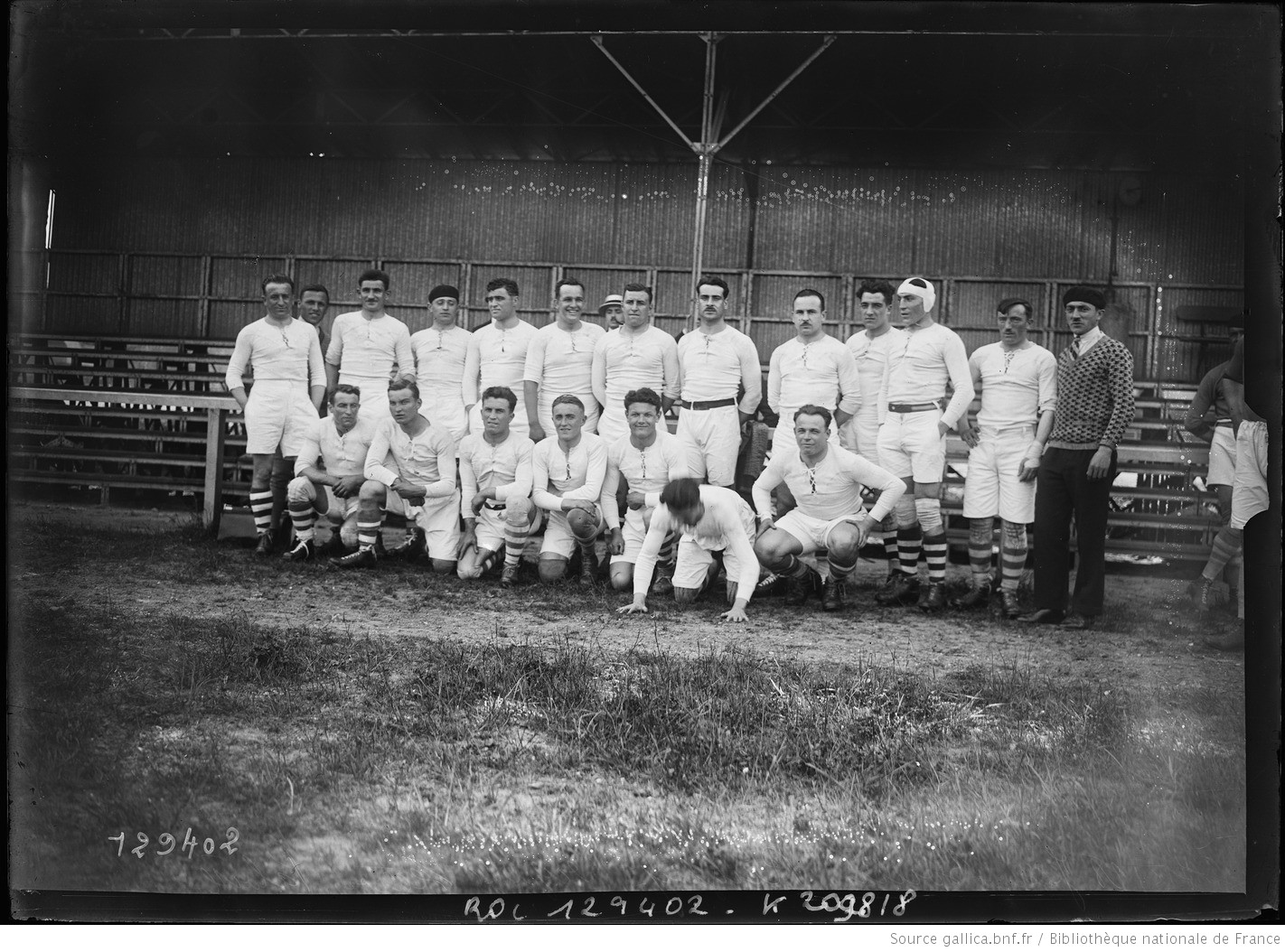
La Section paloise, après le titre de 1928.
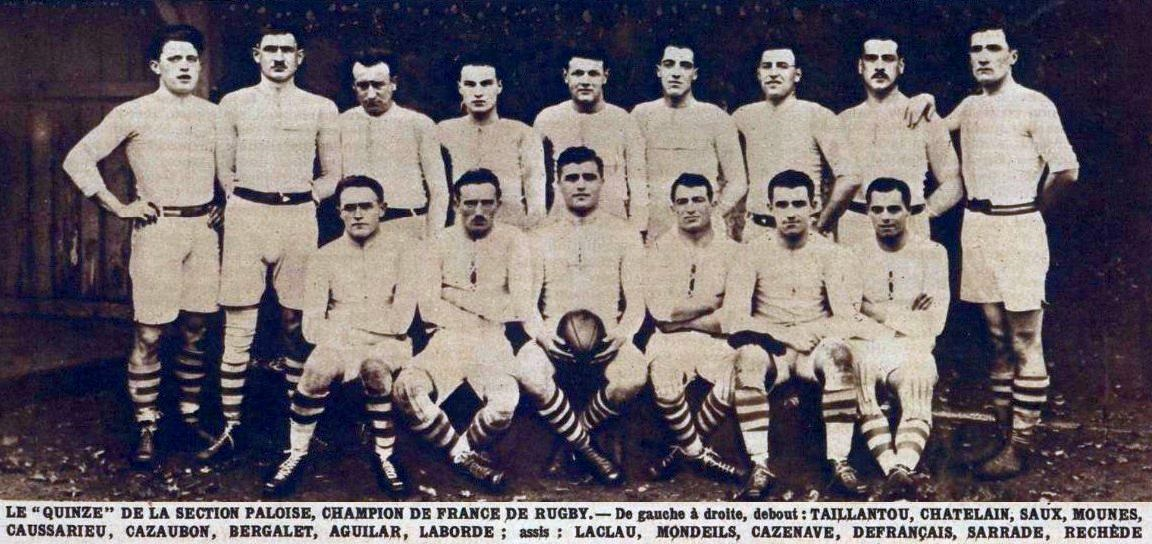
La Section paloise, après le titre de 1928.
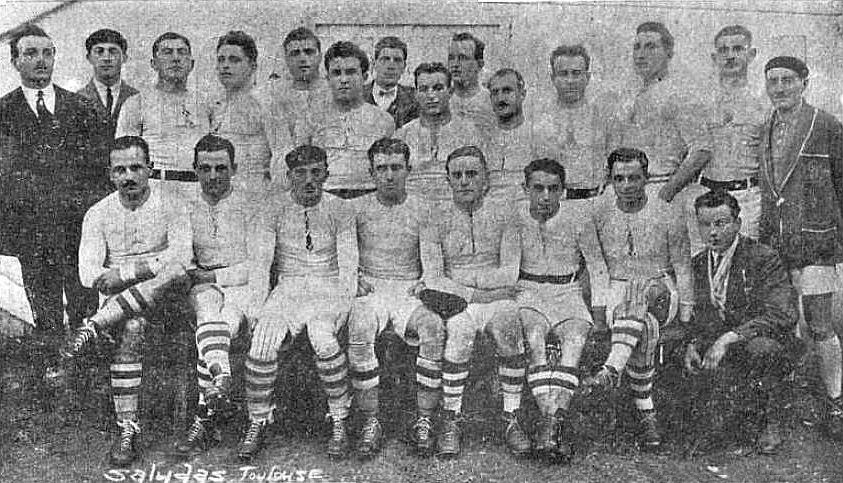
La Section paloise, après le titre de 1928.
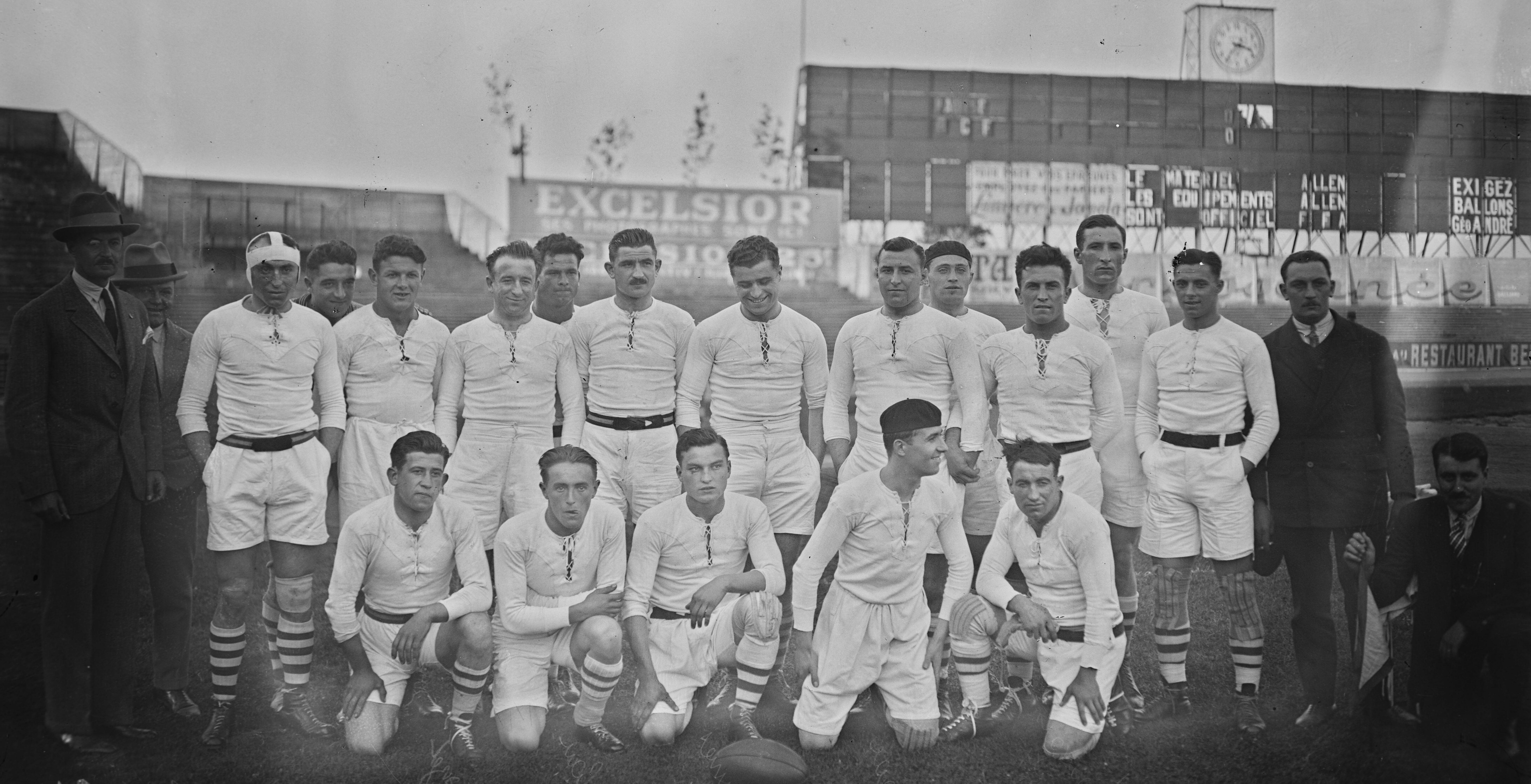
Assis, de gauche à droite : Benazet, Laclau, Mounes, Sarrade, Defrançais. Debout, de gauche à droite : Récaborde, Cazaubon, Caussarieu, Crampes, Domercq, Chatelain, Cazenave, Bergalet, Taillantou, Crampier, Laborde, Rechede

La saison suivante, la Section est éliminée par le SBUC dans les poules de trois et ne joue donc pas les quarts de finale.

La Section se console en remportant le titre de champion de Côte basque pour la deuxième année consécutive au Parc des sports d'Aguiléra.

#### Demi-finaliste du Championnat 1930
La Section paloise dispute sa troisième demi-finale de Championnat en 1930 après avoir remporté sa poule de trois aux dépens de Lézignan, vice-champion de France et des Arlequins de Perpignan, puis disposé du Stade français en quart de finale. L’aventure s’arrête contre le SU Agen. Ce match est marqué par le décès de Michel Pradié des suites du placage de Fernand Taillantou,.
En 1931, la Section paloise s'inscrit parmi les douze, puis ultérieurement quatorze clubs dissidents qui se retirent de la Fédération française de rugby (FFR) afin d'établir leur propre entité, l’Union française de rugby amateur (UFRA). Cette démarche découle des nombreuses problématiques affectant le rugby français à cette époque, notamment qualifiées de « championnite », englobant le débauchage de joueurs, l'amateurisme marron, la violence, et autres maux. En 1932, la Section réintègre le cadre fédéral en même temps que les autres clubs dissidents. Cet épisode laisse des séquelles importantes, et il faudra attendre l'après-guerre pour que la Section retrouve les demi-finales du Championnat.

#### Vainqueur du Challenge du Manoir 1939
Avant la guerre, la Section paloise remporte le challenge Yves du Manoir 1939 face au RC Toulon sur le score de 5 à 0 après prolongations, grâce à un magnifique essai de Henri Desperbasque transformé par André Courtade,.
Ce match, disputé à Bordeaux devant 12 000 spectateurs, a permis à la Section d'obtenir son dernier titre avant la Seconde Guerre mondiale.

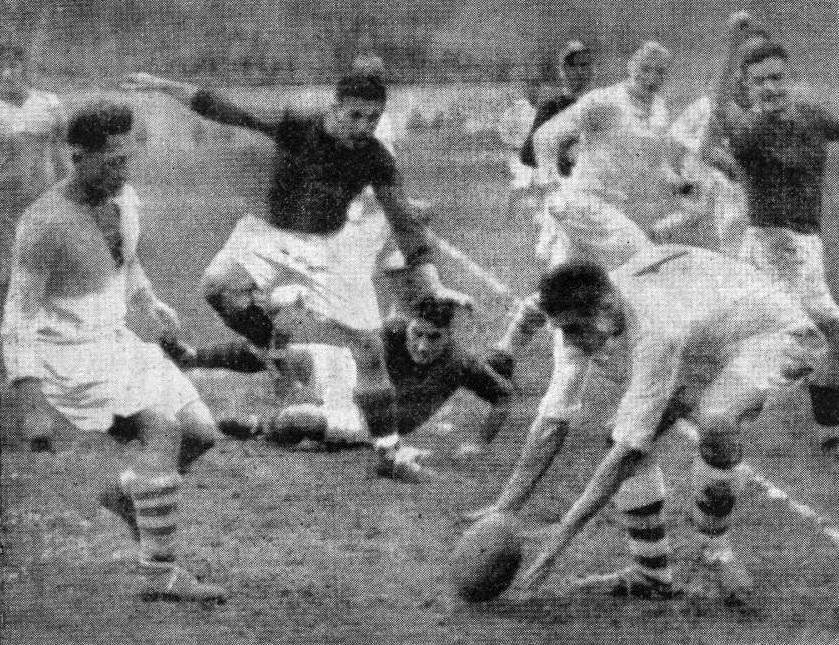
Finale du Challenge Yves du Manoir du 11 décembre 1938, Pau (en blanc) bat Toulon par 5-0, pour l'attribution du titre 1939.
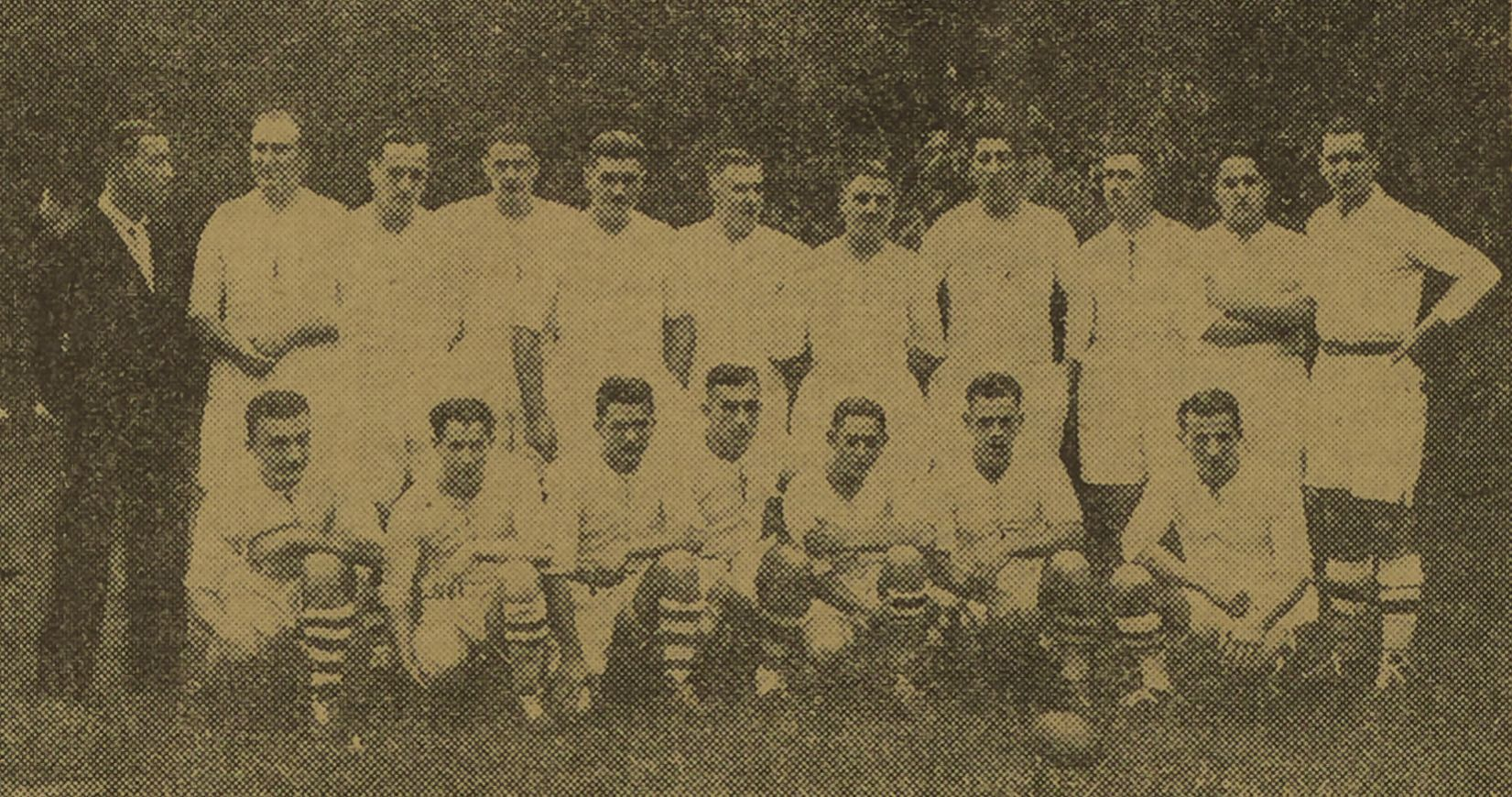
La Section paloise, vainqueur du challenge Du Manoir en 1938.

### Une place forte du rugby français d’après-guerre (1943 - 1964)
En 1943, la Section atteint la finale de la Coupe de France Zone Sud, sous la direction de Louis Cluchague.
Après des victoires contre Grenoble, premier de la saison régulière en championnat par 11 à 9 en quart de finale, et contre l'USA Perpignan sur la marque de 6 à 0 en demi-finale, Pau est éliminé par Agen en finale. Ce bon parcours en Coupe de France vient faire oublier les résultats décevants en Championnat où le club est battu en huitième de finale par le SO Montpellier.
La saison suivante est encore délicate en Championnat où Pau termine avant-dernier de sa poule tandis qu’en 1945, Pau atteint les huitièmes de finale, éliminé par le FC Lyon.

#### Champion de France et finaliste de la Coupe de France 1946

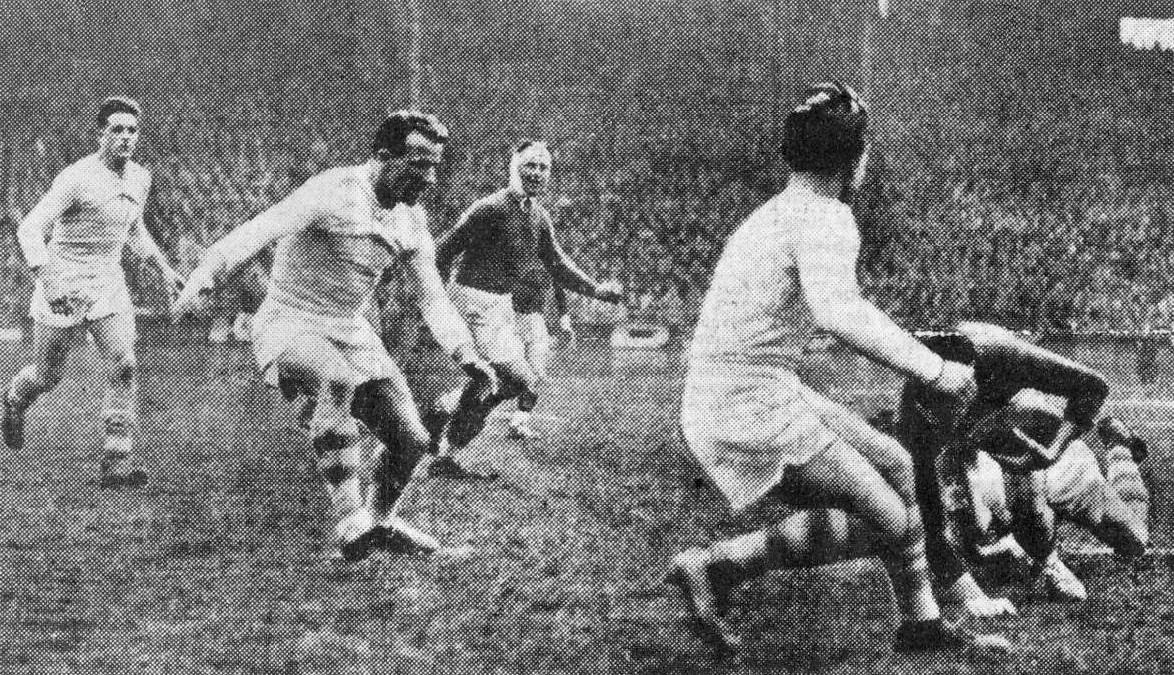
Finale du championnat 1946, le lourdais Chanfreau (foncé) plaqué, Dutrey son équipier au centre, les palois Desclaux (G., en clair), Lassalle (centre) et Duthen (D.) sont en embuscade.

En 1946, au sortir de la guerre, le club est à nouveau sacré champion de France. La Section paloise obtient la première place du classement français, coiffant au poteau les clubs de Toulouse et d’Agen.
Malgré des résultats en dents de scie lors de la première phase du championnat, la Section bat alors successivement le Stade toulousain, entrainé par l'ancien sectionniste Roger Piteu, en quart de finale. La Section écarte ensuite le FC Grenoble en demi-finale (6-3 après prolongations) pour s'offrir la finale face au voisin lourdais.
Pourtant guidé par une série de douze victoires consécutives, le FC Lourdes est largement défait sur le score de 11 à 0 au Parc des Princes de Paris,.
La presse note alors que la Section est dotée d'une équipe très homogène sans « étoiles » mais avec une condition physique et morale parfaite. Théo Cazenave, Auguste Lassalle, Pierre Lauga ou encore André Rousse (capitaine) sont quelques-unes des figures de ce XV remarquable.

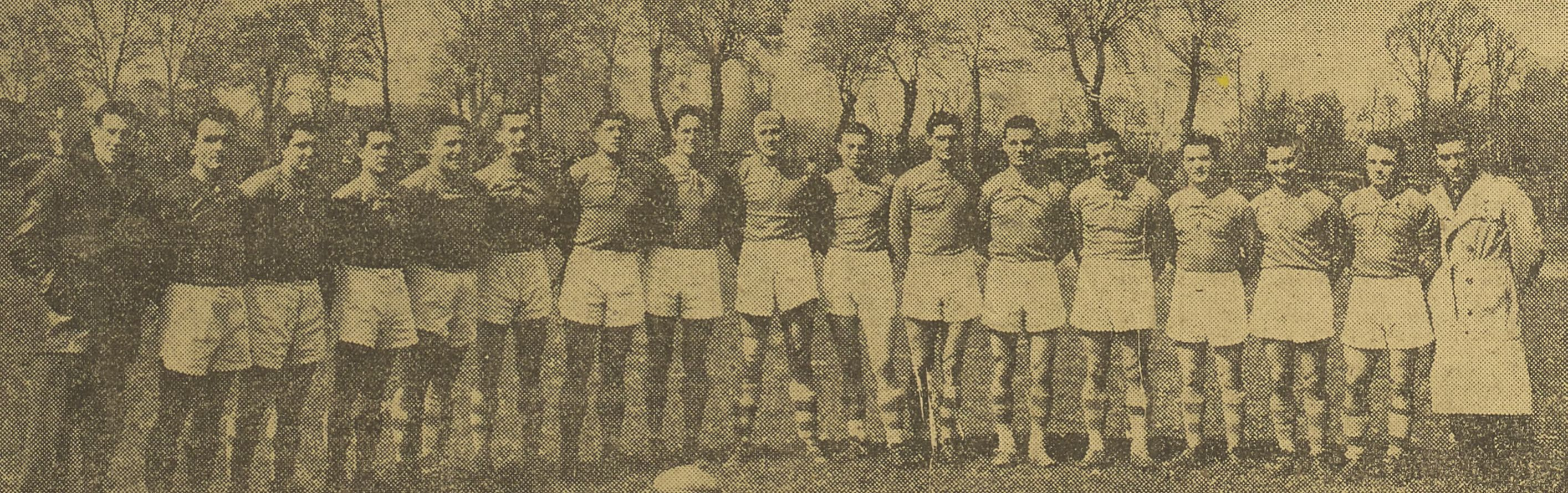
Section paloise, Champion de France en 1946 De gauche à droite :
Guittard, Jean Carmouze, Paul Moncassin, Lucien Martin, Henri Larrat. Jean Lauga, Pierre Aristouy, Édouard Salsé, André Rousse, Paul Theux, Pierre Lauga, Jean Estrade, Auguste Lassalle, Bordes, Robert Duthen, Théo Cazenave, René Desclaux,

#### Demi-finaliste du championnat 1950

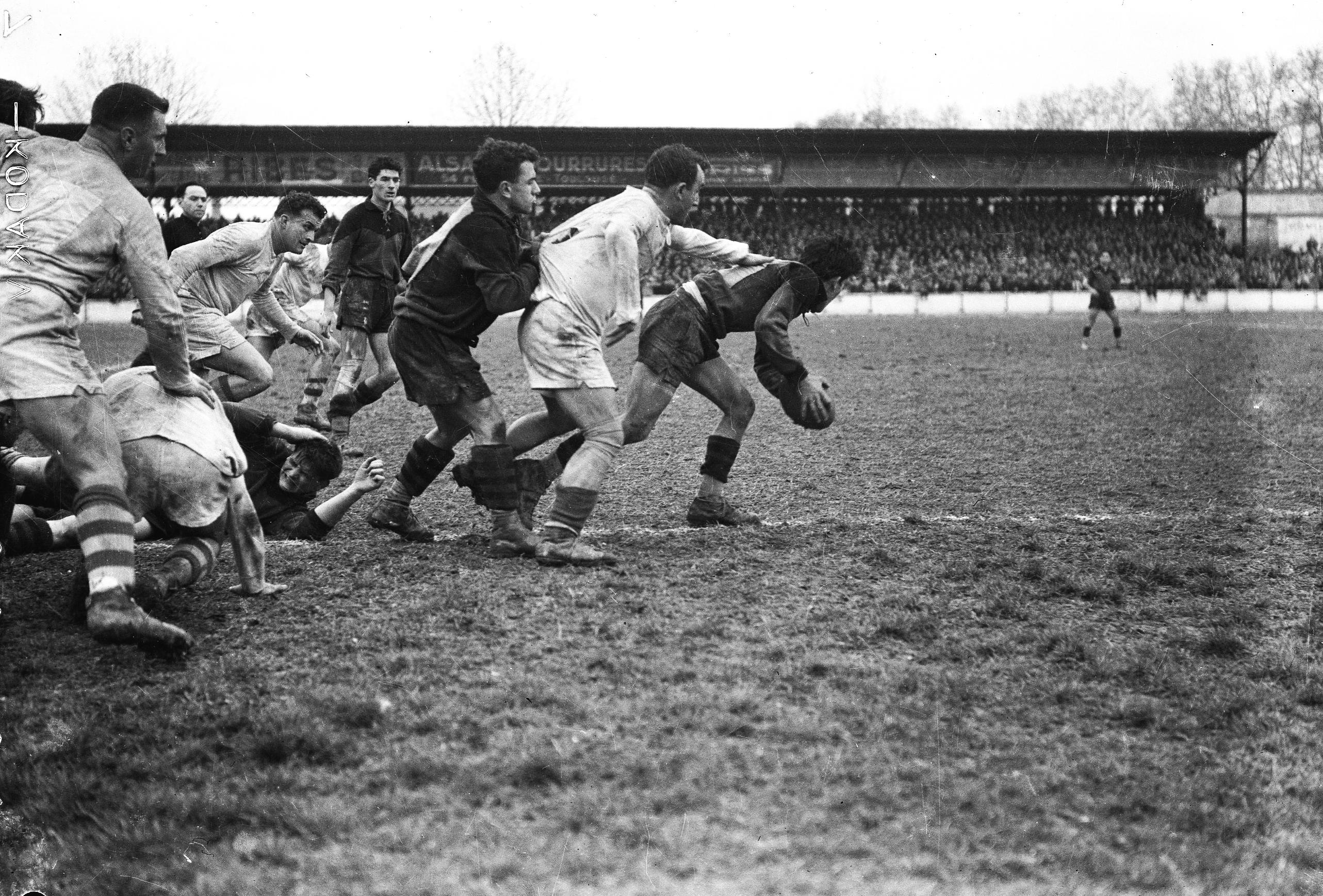
Victoire de Pau sur le terrain du Stade toulousain 9 à 6 le 5 février 1950.

En 1947, le club atteint les demi-finales de la Coupe de France mais échoue à se qualifier en Championnat. Puis la Section atteint les huitièmes de finale du Championnat et les quarts de finale de la Coupe de France en 1948. En 1949, il échoue à se qualifier en Championnat
La Section paloise après avoir éliminé (8-0) Carmaux en quart de finale s'incline en demi-finale (12-11) du championnat de France 1950 contre le Castres olympique.

#### Vainqueur du Challenge du Manoir 1952
Après une demi-finale de coupe de France en 1951, l'équipe remporte le Challenge Yves du Manoir 1951-1952. Dans une édition où seulement quatre clubs ont été invités, Pau termine première avec 14 points devant le Racing club de France et l'Aviron bayonnais, Montferrand terminant dernier.
La renaissance du Challenge a été permise car sous la pression des Britanniques, le nombre de dates prévues pour le Championnat est diminué (on jouera une formule sans matchs aller-retour) et la Coupe de France est supprimée notamment par rapport aux incidents de la dernière finale.

#### Finaliste du Challenge du Manoir 1953
En 1953, le gantois Jean-Roger Bourdeu revient en Béarn. Vainqueur de sa poule de cinq, la Section accède à la finale du challenge Yves du Manoir qu’il perd (8-0) contre Lourdes, le vainqueur de l’autre poule. En Championnat, les sectionnistes disputent les quarts de finale où ils sont battus de peu (8-6) par Lavelanet.
En 1954, Pau atteint les huitièmes de finale du Championnat, éliminé par le CS Vienne.
En 1955, Pau termine en tête de sa poule en Championnat après une victoire à Grenoble, champion de France en titre. Il atteint ensuite les quarts de finale où il est éliminé par le Paris UC de l'ouvreur international André Haget. En Challenge, Pau manque la qualification, deuxième de sa poule derrière Lourdes.

#### Demi-finaliste du championnat 1956
En 1956, Pau atteint les demi-finales du Championnat après avoir éliminé Lavelanet en seizièmes, Agen en huitièmes (12-8) puis le Stade montois (14-9) en quarts de finale, Pau est ensuite battu en demi-finales (3-0) par Lourdes et sa légion d’internationaux.
En Challenge, le Section termine encore deuxième de sa poule, derrière Perpignan cette fois-ci et ne voit pas les demi-finales.
L'année suivante 1957, Pau est éliminé (3-0) dès les seizièmes de finale du Championnat par le Stade toulousain. En Challenge, il termine deuxième de sa poule pour la troisième année consécutive.

#### Demi-finaliste du Championnat 1958
Pau dispute une autre demi-finale du Championnat en 1958, perdue contre le FC Lourdes et ses internationaux.
En revanche, la Section manque la qualification en Challenge pour la quatrième année consécutive. Il termine en effet deuxième de sa poule mais seul le premier est qualifié pour les demi-finales. L'année suivante, les organisateurs du Challenge décident de passer à deux clubs qualifiés par poule.

#### Finaliste du Challenge du Manoir 1959
Pau atteint la finale du Challenge en 1959 mais est battu par Dax sur quatre drops (deux du pied droit et deux du pied gauche) de Pierre Albaladéjo, tandis qu'en Championnat, il atteint les quarts de finale où il est éliminé (9-8) comme la saison précédente par le FC Lourdes.

#### Demi-finaliste du championnat 1960
L'année suivante, François Moncla alors international et tenant du titre avec le Racing Club de France devient capitaine et une nouvelle équipe plus jeune est constituée. La Section, après avoir éliminé les Tarnais de Graulhet en quart de finale est éliminé en demi-finale par l'AS Béziers après un score nul (3-3) mais la pénalité des Biterrois l'emporte sur le drop des Béarnais. La même année, Pau atteint les quarts de finale du Challenge, éliminé par le Stade montois, futur vainqueur de l'épreuve.
L'année suivante 1961, le club est éliminé en huitième de finale du Championnat par Mazamet et échoue à se qualifier en Du Manoir mais remporte le Challenge Antoine Béguère contre le FC Lourdes, champion de France sortant.

#### Finaliste du Challenge du Manoir 1962
Pau se qualifie pour sa cinquième finale de Challenge mais est battu (14-9) par le Stade montois qui remporte là son troisième titre consécutif dans cette compétition, ce qui constitue un record.
En Championnat, le club est éliminé la même année par Agen en quarts de finale.
En 1963, le club est éliminé dès les seizièmes de finale du Championnat par Béziers et en quart de finale du Challenge par Agen.

### Troisième titre de Champion de France et finaliste du Challenge du Manoir 1964
Cette jeune équipe paloise après avoir doucement pris ses marques devient en 1964, championne de France pour la troisième fois, battant Béziers 14 à 0,.
Les meilleurs joueurs sont François Moncla, Jean Piqué, Jean Capdouze, Jean-Pierre Saux, Marc Etcheverry ou encore André Abadie.
Tout avait pourtant bien mal commencé durant cette saison, la presse titrant même en octobre « La Section en perdition ». L'équipe vient de perdre 31 à 3 à Agen et s'incline sur la pelouse de la Croix du Prince par 24 à 3 face au rival Lourdais. Les joueurs rentrent aux vestiaires sous les sifflets et certains supporters déchirent même leur carte d'abonnement. Finalement, l'équipe se qualifie in extremis pour les phases finales grâce à une victoire 3 à 0 à Saint-Girons. La Section se qualifie ainsi en position de 30e sur un total de 32 qualifiés.
L'aventure prend forme petit à petit avec des victoires successives sur Brive, Chalon, Bayonne et Narbonne avant la consécration face à Béziers, battu 14 à 0 avec notamment deux essais de Jean Capdouze.
Piqué dispute la finale du championnat de France de rugby à XV 1963-1964 avec la photo de sa femme sur lui pendant le match. Piqué, père d’une fille de deux ans, voit s’éteindre sa première épouse d’une leucémie foudroyante pendant les phases finales. Il dispute la finale avec une photo d'elle sur lui. Robert Barran, originaire d'Arudy rapporte que les chants béarnais se font entendre tout au long du match.

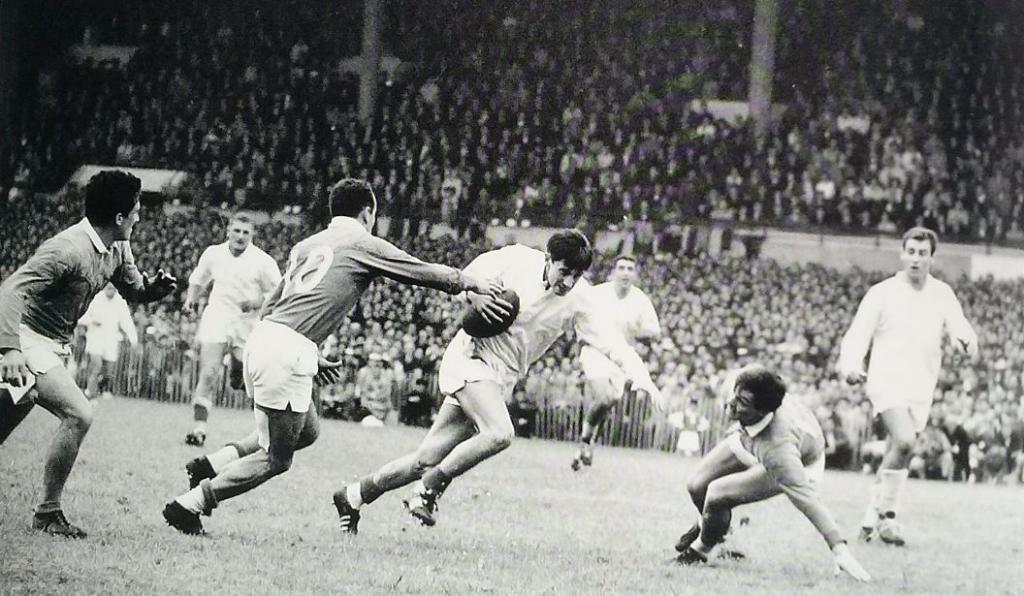
Nano Capdouze en finale du Championnat de France de rugby à XV 1963-1964 face à l'AS Béziers.
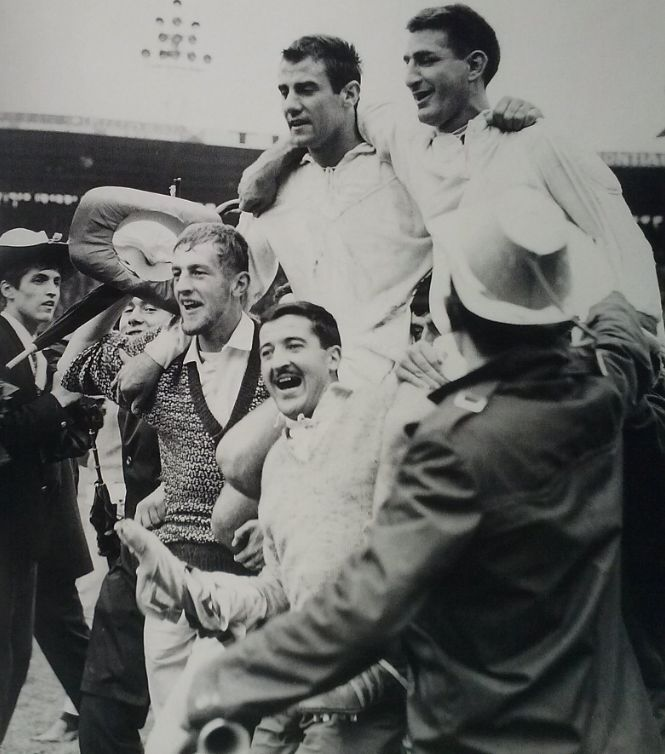
Robert Toyos et Jean-Baptiste Doumencq, joueurs de la Section paloise portés en triomphe après la finale de 1964

Le titre déclenche plusieurs jours de liesse dans la capitale béarnaise, et le boulevard des Pyrénées est envahi par une marée verte et blanche d'une ampleur sans précédent, avec 30 000 personnes,.
Béziers prend sa revanche en Challenge la semaine suivante empêchant Pau de réussir le doublé.

### L'apparition d'une icône, Robert Paparemborde (1965 - 1990)
Les saisons suivantes sont plus quelconques au niveau sportif avec trois éliminations successives au niveau des seizièmes de finale en 1965, 1966 et 1967, l'équipe étant affaiblie par les départs de Jean Capdouze partant pour le XIII Catalan et le capitaine François Moncla arrêtant sa carrière au début de la saison 1967.
À partir de 1968 a lieu une nouvelle évolution, les postes de responsabilité de Président général et de Président de rugby ne pouvant plus être cumulés. C'est le départ d'Albert Cazenave après seize années de présidence ainsi que celle de son frère Théo du poste d’entraîneur.

#### Demi-finaliste du championnat 1974
La Section voit éclore cette même année un jeune talent originaire de Laruns dans la vallée d'Ossau, Robert Paparemborde qui entame son premier match au poste de trois-quarts centre mais c'est en tant que pilier qu'il deviendra une référence mondiale.
Sur le plan des résultats, l'équipe première progresse. En 1970, elle termine en tête de sa poule en Championnat avant de s'incliner en quart de finale (14-11) face à Montferrand à Agen. La même année, elle remporte le titre du Challenge Antoine Béguère où elle dispose en finale du Stade toulousain 17 à 13, tandis qu'elle échoue à se qualifier en Challenge, battu à domicile (3-19) par Grenoble, finaliste de l'édition précédente.
En 1971, la section atteint les huitièmes de finale du Championnat, éliminé par Bagnères, renforcé pour sa part par l'ancien ouvreur international Jean Gachassin. En Challenge, les verts et blancs manquent la qualification.
En 1972, Pau qui ne se sort toujours pas des poules en Challenge est quart de finaliste du Championnat mais doit baisser pavillon devant le grand Béziers, vainqueur sur le score fleuve de 40 à 4.
En 1973, Pau est éliminé dès les seizièmes de finale du Championnat et dès les phases de poules en Challenge.
En 1974, le club atteint les demi-finale du Championnat face à Narbonne en 1974 après avoir éliminé à la surprise générale Agen en huitième de finale par 24 à 21.
En Challenge, la section échoue à sortir des poules pour la 8e saison consécutive.
La saison suivante, les Verts et Blancs sont huitième de finaliste du Championnat et du Challenge.
Les deux saisons suivantes sont plus compliquées avec deux nouveaux échecs en Challenge et de mauvais résultats en Championnat entrainant la descente du club pour la première fois de son histoire.

#### Descente en groupe B (1978) et remontée immédiate parmi l’élite
L'équipe passe une unique saison en groupe B en 1977-1978, puis remonte en élite immédiatement après une saison maîtrisée et douze victoires en quatorze matchs, assurant aux Béarnais la première place de leur poule.
Ils réussissent même à se qualifier pour les huitièmes de finale en Challenge où ils sont éliminés (22-6) par le Biarritz olympique. Si le pack palois fait bonne figure face aux Biarrots, habitués aux joutes de l'élite, les lignes arrières paloise ne sont malheureusement pas au niveau de leurs avants.
Pour son retour dans l'élite en 1979, la Section termine en milieu de tableau avant d'être largement éliminé (28-4) par le Valence Sportif en seizième de finale.La Section connaît également une nouvelle élimination dès les phases de poules en Challenge.
En progrès, la Section termine à la deuxième place de sa poule en Championnat en 1980 avant de passer l'obstacle des seizième de finale pour la première fois depuis 1975.
Le FC Auch de Jacques Fouroux est battu 18 à 3 puis la Section est éliminée la semaine suivante par Brive 15 à 6 en huitième de finale. En Challenge, Pau est qualifié d'office pour les huitièmes de finale après que Toulouse et Narbonne ont été disqualifiés pour jeu brutal mais est éliminé dès les huitièmes de finale par Béziers.
En 1981, Pau termine à nouveau à la deuxième place de sa poule en Championnat puis atteint les huitièmes de finale, battu par le FC Lourdes. Cette saison est marquée par deux derbys contre le voisin du FC Oloron dont un duel très tendu à Pau la 14 septembre 1980 où le deuxième ligne d'Oloron Constant est expulsé par l’arbitre. En Challenge, Pau atteint les huitièmes de finale comme la saison précédente.
La Section ne suit pas la règle des 18 ans, puisqu'après 1928, 1946 et 1964, elle ne remporte pas de nouveau titre en 1982, battu de peu par le SU Agen en huitièmes de finale aller-retour. En Challenge, la Section atteint les quarts de finale, battu par le FC Lourdes. Laurent Cabannes débute alors en équipe première à 17 ans, deviendra lui aussi huit ans plus tard l'un des meilleurs avant-aile du monde.
Après avoir terminé en tête de sa poule, elle accède tout de même aux quarts de finale du Championnat en 1983, mais est battu en fin de match 19 à 15 par le RRC Nice après une touche mal contrôlée.
Pau dispute encore les huitièmes de finale du championnat en 1984 puis échoue à se qualifier la saison suivante.
En 1986, Pau échoue en seizième de finale du Championnat mais conserve sa place dans l'élite réduite à vingt clubs grâce à son bon classement en phase de poule.
En 1987, affaiblie notamment par le départ de Laurent Cabannes, la section ne termine que huitième de sa poule en Championnat et se maintient de justesse dans le premier groupe avant que la fédération ne décide finalement d'une nouvelle formule à 80 clubs. La section effectue toutefois un meilleur parcours en Challenge où il atteint les quarts de finale, éliminé par le FC Lourdes par (18 à 7).

#### Descente en première division groupe B
La fin des années 1980 est plus difficile. Battu à domicile par les trois premiers de la poule, Toulon, Agen et Grenoble, mais aussi par ses voisins Lourdes et Tarbes, Pau termine dernier de sa poule en 1988.
Il passe ensuite deux saisons en groupe B malgré l’arrivée de l’ouvreur de France B Richard Mapuhi qui remplace Bernard Bassi parti au Paris UC. L’équipe première accède cependant aux finales de cette catégorie mais échoue de peu (18-9) contre Castres en 1989.
L'année suivante, la Section échoue de nouveau contre Montchanin, entraîné par l'ancien sectionniste Robert Bernos (18-7) en 1990.
La Section est alors dans des situations sportive et économique délicates.

### Départ du stade de la Croix du Prince, puis la chute (1990 - 2006)
En octobre 1990, le club quitte son stade de la Croix du Prince pour le stade du Hameau plus moderne lors d'un match gagné contre Toulon en poule de brassage qui permet à la Section de rejoindre le groupe A. Cela résout également une partie des difficultés financières du club, puisque la Croix du Prince est vendue à la Mairie de Pau. Le début des années 1990 voit un début de redressement de l'équipe première qui se maintient en groupe A en 1991 et 1992.
En 1993, l’équipe atteint même le Top 16 mais échoue à se qualifier pour les quarts de finale au profit des mammouths de Grenoble et du RC Narbonne, qui jouent leurs quatrièmes quarts de finale en cinq saisons.
En 1994, la Section, battu lors de l'avant dernière journée à Bourgoin échoue à se qualifier pour le Top 16. Pau échoue également à se qualifier en Challenge.
En 1995, la Section paloise n'accède pas non plus au Top 16 mais atteint la finale de la Coupe André Moga contre l’Aviron bayonnais. En Challenge, Pau est éliminé par le FC Lourdes, club du groupe B, en huitième de finale.

#### Finaliste du Challenge du Manoir et demi-finaliste du Championnat 1996
Le club palois remonte dans la hiérarchie et obtient à nouveau de bons résultats. Aussi dès 1996, la Section dispute la finale du Challenge mais est éliminée en demi-finale du Championnat, à chaque fois face à Brive. Ces résultats permettent au club de se qualifier pour la seconde édition de la Coupe d'Europe. Le nouvel international Jean-Louis Jordana choisit toutefois de poursuivre sa carrière au Stade toulousain.

#### Vainqueur de la Coupe de France Yves-du-Manoir 1997
En 1997, la Section remporte un nouveau trophée national en s'adjugeant la coupe de France Yves-du-Manoir grâce à une victoire 13-11 face au CS Bourgoin-Jallieu,,. Joël Rey entre dans la légende du club en devenant le premier capitaine depuis François Moncla en 1964 à ramener un trophée à Pau, mettant fin à 33 ans d'attente.
En championnat de France, la section s'incline en quarts de finale 18-24 face au futur finaliste le CS Bourgoin-Jallieu.
David Aucagne, Frédéric Torossian et David Dantiacq sont sélectionnés cette saison en équipe de France.

#### Demi-finaliste de la coupe d’Europe 1998
En 1998, la Section paloise atteint la demi-finale de la Coupe d'Europe en 1997-1998.
En quarts de finale, les sectionnistes s'imposent face à Leicester, finaliste de l'édition précédente et auteur d'un carton 90-19 face aux Glasgow Warriors en barrages.
La Section s'incline finalement en demi finale au Recreation Ground, face à Bath sur le score de 20-14.
Bath devient champion d'Europe face au CA Brive, mettant fin à la suprématie française par le plus petit des écarts (19-18)
La Section dispose d'un quatrième joueur international dans son effectif, puisque Nicolas Bacqué dispute un match de la Coupe Latine.
L'année suivante, la Section affaiblie notamment par le départ de Philippe Bernat-Salles à Biarritz est éliminé en Championnat à l'issue de Top 16 puis en Challenge européen au stade des quarts de finale par Narbonne.
La Section atteint également les demi-finales de la coupe de France, battu par le Stade français.

#### Vainqueur du challenge européen et demi-finaliste du championnat 2000

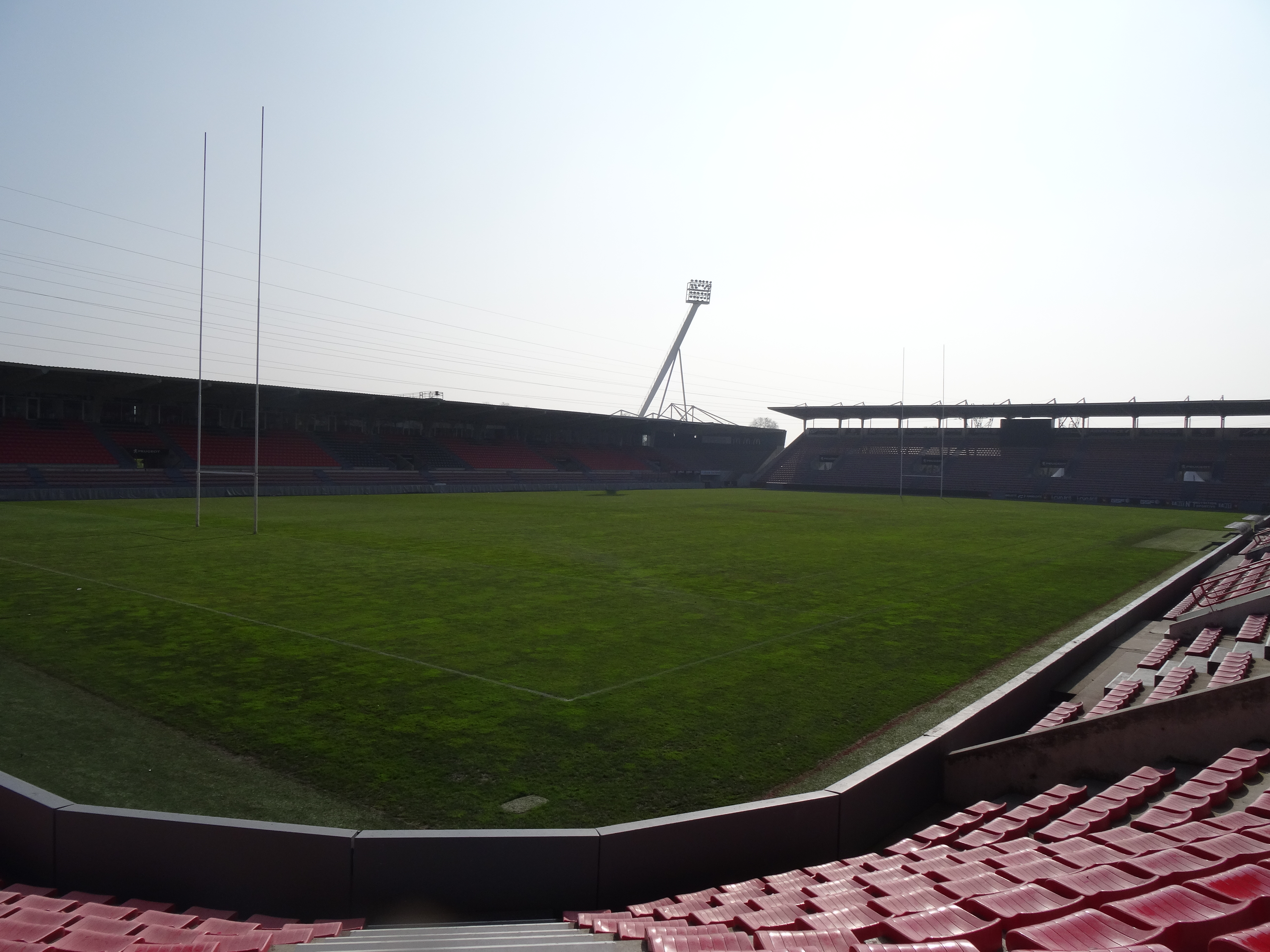
Le stade des Sept Deniers à Toulouse où La Section paloise remporte le bouclier européen face au Castres olympique.

En 2000, la Section alors entraînée par Jacques Brunel et Jean-Michel Aguirre remporte le Bouclier européen face au Castres olympique par 34-21 au stade des Sept Deniers de Toulouse.
Au début des années 2000, André Lestorte, alors président de la Section paloise, initie un projet ambitieux visant à fusionner la Section paloise avec le Stadoceste tarbais, dans le but de créer une entité plus puissante appelée « Section-Pyrénées » ou « Section paloise - Pays de l'Adour ». Inspiré par les modèles de provinces de rugby néo-zélandaises, australiennes et sud-africaines, Lestorte voit dans cette fusion une opportunité de renforcer la compétitivité régionale et de rivaliser avec les clubs français des grands pôles urbains. Il imagine un club pyrénéen basé entre Pau, Tarbes et Lourdes, avec un nouveau stade sur le plateau de Ger, s’inscrivant dans une tendance vers un rugby plus professionnel et élitiste.
Cependant, ce projet se heurte à des résistances locales, tant du côté béarnais que bigourdan, certains craignant la perte d'identité des clubs. Malgré l'enthousiasme de Lestorte, des tensions internes freinent l'avancement des discussions. En 2005, une opposition croissante, menée par d'anciens présidents de la Section, critique sa gestion. Finalement, Lestorte est remplacé par Joachim Alvarez, puis par Bernard Pontneau en 2006, qui met un terme au projet de fusion. Lestorte quitte son poste dans un climat de désapprobation, symbolisé par des actes de vandalisme qualifiant son projet de fossoyeur de l’identité locale.
En championnat, la section élimine l'AS Montferrand 28-27 en quart de finale puis rate la finale face à l'US Colomiers en demi-finale en s'inclinant 22-24 après prolongations. Les juniors Reichel sont champions de France après une victoire sur Villeurbanne 33-24 en finale.
L'année suivante est difficile avec le passage de l'élite de 21 à 16 clubs. Le club pourtant renforcé par le troisième ligne international Lionel Mallier et par le centre Jean-Charles Cistacq ne remporte que huit victoires en dix-huit matches et va se sauver de la relégation in extremis en barrages contre le FC Grenoble (neuf victoires en vingt matchs) 33 à 21 après prolongation à Béziers,.
Le parcours est plus convaincant en Coupe d'Europe où le club se qualifie pour les quarts de finale battu chez ses compatriotes du Stade français. En coupe de la ligue, la Section atteint les demi-finales, éliminé par l'AS Montferrand.
Les juniors Reichel conservent leur titre de champion de France après une victoire sur le RC Narbonne 21-6 en finale.
Bien que conservant sa place dans l'élite, la Section perd de nombreux éléments à l'intersaison comme l'arrière international Nicolas Brusque qui part pour le Biarritz olympique, Lionel Mallier qui part pour l'USA Perpignan.

#### Finaliste du challenge européen 2005
Beauxis et Cibray sont particulièrement couvés par l'état-major béarnais, et le club prolonge les contrats de ses pépites sur le long terme au stade du Hameau. À partir de 2003, Beauxis est intégré au groupe professionnel, en même temps que Jean-Baptiste Peyras-Loustalet.
Au début de la saison 2003-2004 de Top 16, Lionel Beauxis est désormais pleinement intégré au groupe béarnais. En raison du fait qu'il n'a pas atteint la majorité civile, Beauxis ne peut débuter en équipe première avant la fin du mois d' Octobre 2003, pour la plus grande frustation de Jean-Philippe Cariat. Beauxis fait ses débuts le 22 novembre 2003 lors d'un match amical au Stade de la Méditerranée face à l'AS Béziers, remplaçant son idole de jeunesse David Aucagne. La semaine suivante, Beauxis est lancé dans le grand bain en championnat, au Stade Amédée-Domenech. Le jeune ouvreur, chaperonné par Thierry Ducès, réalise des débuts fracassants, inscrivant 19 points et tenant la dragée haute à son vis à vis: Alain Penaud.
L'équipe se contente souvent de jouer le maintien en première division mis à part une qualification en play-off en 2003, et un bon parcours en challenge européen en 2005, sous le capitanat de Jean-Charles Cistacq.
La Section s'incline en finale face aux Sale Sharks de Sébastien Bruno, ancien talonneur sectionniste.
Alors que l'élite du championnat de France doit être réduite au terme de sa saison 2004-2005, d'un nombre de seize à quatorze équipes, trois équipes sont reléguées en Pro D2 de par leur classement, et un nouveau match de barrage est organisé entre le 13e du Top 16 et le vainqueur des phases de barrages de Pro D2, le Stade aurillacois.
Les Palois l'emportent sur le score de 46 à 13 au Stade Ernest-Wallon à Toulouse et conservent ainsi leur place dans l'élite.
Toutefois, en proie à des difficultés financières, le club est relégué lors de la saison 2005-2006, dans des circonstances floues lors de la dernière journée face à Castres. En effet, lors d'une situation de surnombre qui aurait pu aboutir à un essai permettant d'éviter la relégation, Beauxis tente un drop, manqué. Les joueurs soutiennent Beauxis, notamment les cadres. Or d'après, Jean-Marc Souverbie, les joueurs n'avaient pas connaissance du score de l'Aviron bayonnais, et Beauxis avait simplement appliqué les consignes venant du banc de touche.
Beauxis fait alors figure de bouc-émissaire, notamment pour Pierre Bouisset, manager général brièvement devenu entraîneur en cours de saison, qui évoque notamment une erreur de jeunesse en conférence de presse. Si Cibray continue une année supplémentaire en Pro D2, Beauxis quitte le club, la mort dans l'âme, après quelques nuits blanches.

### La reconstruction puis le retour des ambitions (depuis 2006)

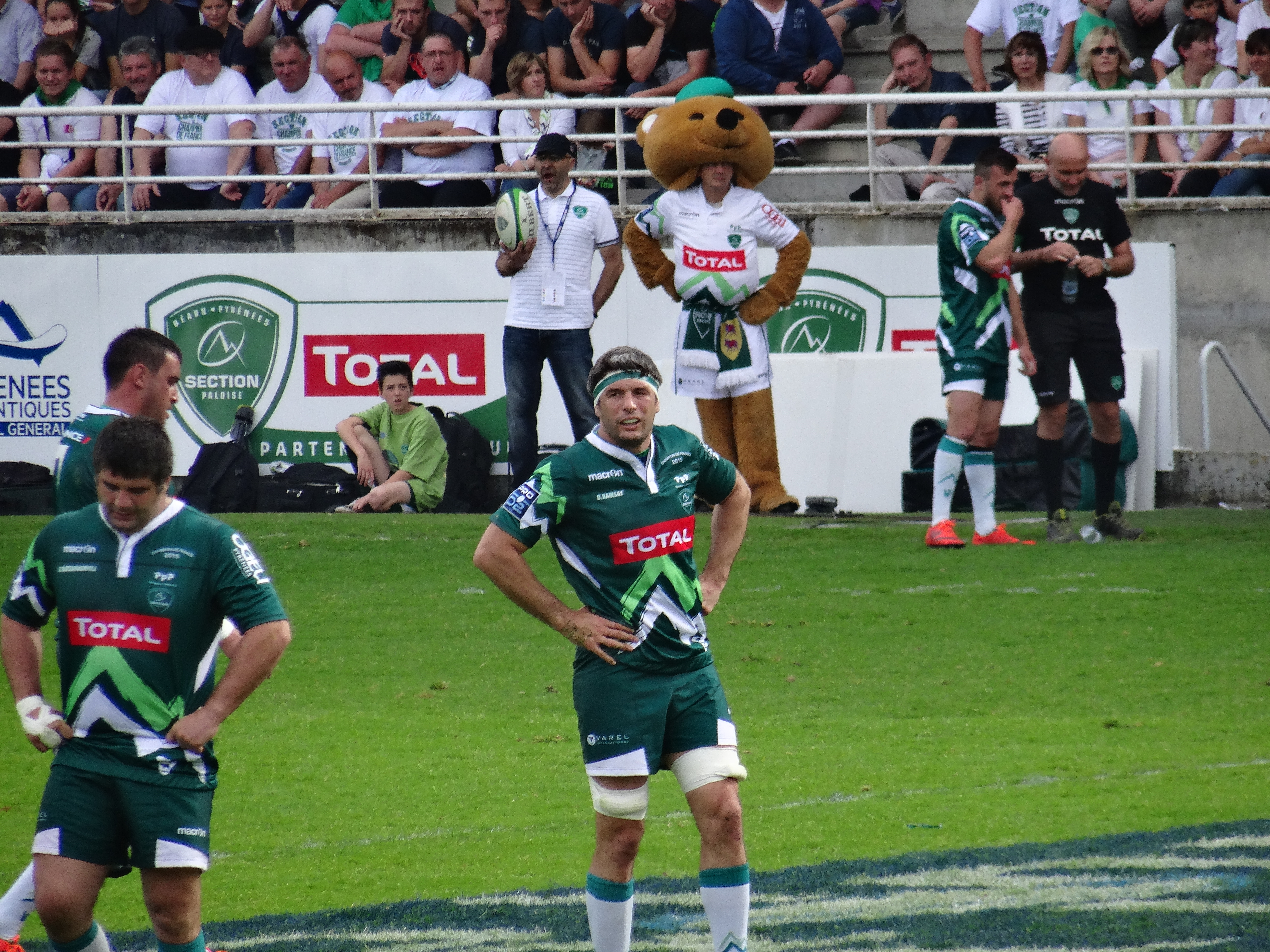
Jean Bouilhou lors de la saison 2014-2015.

L'arrivée d'un nouveau président, Bernard Pontneau, a marqué un changement de cap pour le club, nécessitant un ajustement des politiques et des stratégies. Les efforts pour stabiliser le club ont entraîné des réorganisations internes, perturbant temporairement la cohérence de l'organisation.
Après la relégation de la Section en Pro D2, le club a dû faire face à une période de transition et d'ajustement. La nouvelle gouvernance, dirigée par Bernard Pontneau, a pris ses fonctions en novembre 2006, avec pour objectif de reconstruire et de ramener le club dans l'élite du rugby français. Cette période tumultueuse a été accentuée par des changements fréquents au sein du personnel technique, illustrée par le court mandat de Pierre Bouisset, qui a occupé successivement les postes de manager, directeur général et entraîneur intérimaire.
Dans la tempête, Bernard Pontneau affirme sa vision pour le club, soulignant qu'il ne chercherait pas à effacer les querelles du passé, mais plutôt à les surmonter. Sur le terrain, des figures clés telles que Joël Rey ont émergé, apportant leur expertise et leur expérience. Avec l'arrivée de nouveaux joueurs et l'engagement d'un personnel technique solide, dont David Aucagne, la Section paloise a finalement retrouvé sa stabilité.
La Section retrouve l'ambition d'accéder de nouveau à l'élite du rugby français en 2011-2012, après une saison qui la voit finir 2e du championnat, et invaincue à domicile, la Section, après avoir écarté le Stade rochelais en demi-finale d'accession au Stade du Hameau (16-14), s'incline en finale d'accession au stade Chaban-Delmas de Bordeaux face au Stade montois (29-20).
En 2012-2013, le club se qualifie également pour les demi-finales (toujours face aux Rochelais) et la finale d'accession au Top 14. À cette occasion, les clubs de supporteurs, partenaires et autres comités d'entreprise organisent le voyage qui réunira pas moins de 142 bus en direction du Stade Chaban-Delmas. Cependant, la Section s'incline encore à ce stade de la compétition contre le CA Brive sur le score de 30-10 devant 33 175 spectateurs.

#### Champion de France de Pro D2 2015
Après une nouvelle désillusion la saison suivante face à La Rochelle, défaite 35 à 18 au stade Marcel-Deflandre en demi-finale, le club réalise un bon recrutement en vue de la saison à venir avec l'arrivée d'un manager en la personne de Simon Mannix. Le Néo-Zélandais en provenance du Munster s'installe en Béarn avec dans ses valises, son analyste vidéo au Munster Elliot Corcoran et le troisième ligne irlandais James Coughlan, qui se révélera être l'un des meilleurs joueurs du club de la saison. La Section confirme ainsi ses ambitions en se plaçant en tête dès la 2e journée pour ne plus quitter cette position de leader. Un record sera par ailleurs battu en gagnant les 8 premiers matchs de Championnat. Grand artisan de la remontée dans l'élite, Mannix a apporté une grande discipline et une philosophie de jeu néo-zélandaise. Il privilégie des entraînements plus courts mais beaucoup plus intensifs.
Le club officialise sa montée le 11 avril 2015 en remportant le titre de champion à quatre journées de la fin après sa victoire face à Montauban (31-5), permettant l'accession directe au Top 14,. Aussitôt la saison terminée, Simon Mannix use de son carnet d'adresses pour faire venir des joueurs comme Colin Slade ou encore Conrad Smith, considéré comme l'un des meilleurs centres du monde.

### Retour en Top 14 (depuis 2016)
Pour son retour en Top 14, la Section termine 11e en 2016 puis 9e en 2017 tout en manquant la qualification en Challenge européen.
En progrès, la Section termine 8e du championnat en 2018 et atteint les demi-finales du Challenge européen.
La Section termine ensuite 11e du championnat en 2019 tout terminant 3e de sa poule en en Challenge européen.
La saison suivante est marquée par une suspension du championnat à partir du 13 mars après le début de la propagation de la pandémie de Covid-19 en France. Le 30 avril, la LNR propose l'arrêt définitif du championnat, après une réunion extraordinaire organisée la veille avec tous les membres du bureau exécutif et les présidents de clubs. Par conséquent, le titre national n'est pas attribué et aucune promotion, ni relégation n'est promulguée, à l'issue de cette édition ; la décision est définitivement approuvée par le comité directeur de la LNR le 2 juin. Pau est 12e à l'arrêt du championnat.
Pau termine encore 12e du championnat en 2021 mais manque de justesse la qualification en Challenge européen.
La saison suivante (2021-2022), la Section se classe 10e en Top 14. En Challenge européen, l'équipe a été éliminée dès la phase de poule. En Supersevens, l'équipe a remporté la première étape à Aix-en-Provence mais n'a pas réussi à se qualifier pour la finale. Hugo Auradou s'affirme en équipe première.
La saison 2022-2023 de la Section paloise a été marquée par des performances irrégulières en Top 14 et en Challenge Cup. Malgré quelques victoires notables, l'équipe a eu du mal à confirmer et termine à la 12e place en Top 14. En Challenge Cup, elle n'a pas réussi à se qualifier pour la phase éliminatoire. C'est la saison de la révèlation d'Emilien Gailleton, qui se fait remarquer par le sélectionneur de l'équipe de France, Fabien Galthié. Pour sa première année en Top 14, il inscrit 14 essais en 24 matchs et termine meilleur marqueur d'essais de la saison.
La saison 2023-2024 voit la Section démarrer le championnat en trombe et être leader lors de la phase aller, grâce à l'excellent début de saison de Joe Simmonds et Jack Maddocks, alors que Théo Attissogbé et Hugo Auradou s'imposent comme des titulaires à part entière. La phase retour s'avère plus complexe, mais le club reste en position de se qualifier pour les phases finales du Top 14. Pau termine finalement 9e du Top 14.

## Identité du club

### Couleurs
Les couleurs de la Section paloise sont le vert et blanc depuis le début de la saison 1912. Avant cette date, les joueurs portaient un maillot bleu et noir, héritage du « Stade palois », club fondé en 1899 que la « Section paloise de la Ligue Girondine » absorbe en 1905, afin de devenir la Section paloise.
Avant cette adoption des couleurs de 1912, la Section évoluait fréquemment avec un second maillot de couleur rouge,.
Jean Plaà, dirigeant historique du club décédé au camp de concentration de Flossenbürg, justifie ce choix car « le vert représente les espoirs du club et le blanc la neige des Pyrénées béarnaises ».
La tradition du club est que toutes les équipes portent un maillot blanc à domicile, et un maillot vert à l'extérieur. Depuis quelques années, un maillot noir et vert est régulièrement utilisé pour jouer à l'extérieur.
Le vert clair adopté en 1912, et porté pendant près de 90 ans par la Section, a été remplacé par un vert plus sombre, lors de l'avènement du rugby professionnel au début des années 2000.

#### Maillot traditionnel
Le maillot classique tout blanc de la Section a été progressivement délaissé, bien que ce soit celui qui a été porté lors des trois victoires en finale de championnat en 1928, 1946 et 1964, avec l'équipe entièrement vêtue de blanc,,.

### Blason
Le blason de la Section paloise représente le pic du Midi d'Ossau entouré de vert et blanc, sommet pyrénéen surnommé Jean-Pierre et qui symbolise leur pays pour de nombreux béarnais. Une deuxième version du blason est apparue à partir de 1998 pour la création de la structure professionnelle, il intègre les maillots de l'équipe première à partir du début de la saison 2001-2002. Celui-ci garde alors le célèbre pic comme emblème mais évolue vers une couleur vert bouteille plus foncée. La dernière version du blason date du début de la saison 2012-2013, la couleur du blason reprend le vert original plus clair et incorpore la nouvelle appellation Section paloise Béarn Pyrénées. Le club symbolise par ce changement de nom la volonté de ses dirigeants d'ancrer plus encore le club comme l'élément moteur du rugby professionnel en Béarn mais plus globalement dans les Pyrénées.

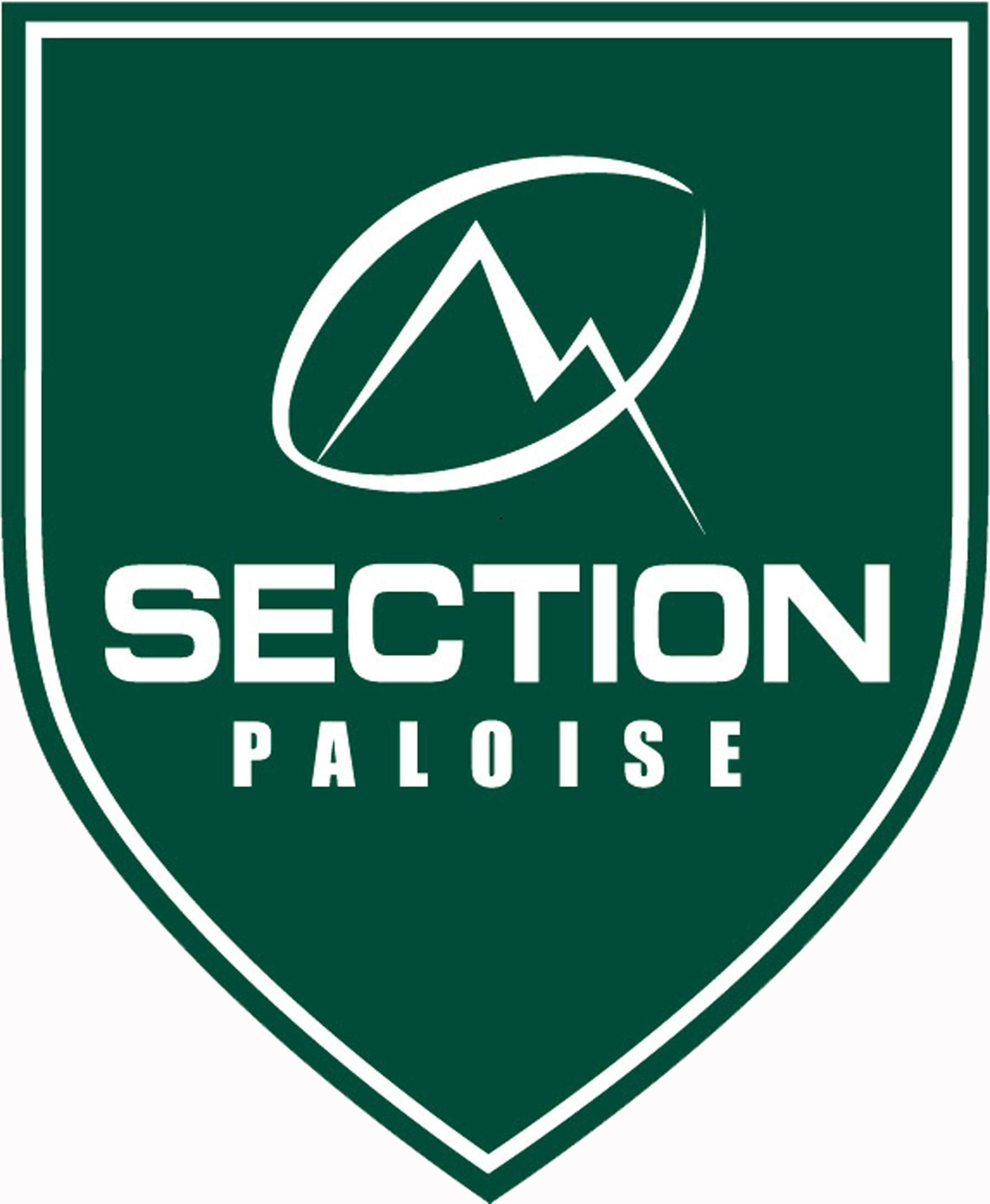
Logo depuis 2021.

### Hymne et chants
Lorsque la Section est championne de France en 1928 à Toulouse, son hymne est Section, marche!.
L'hymne officiel de la Section paloise est la Honhada depuis mars 2012. Le chant est repris de manière collective avant les matchs, à la manière d'une cantèra.
Suscitant un accueil mitigé à ses débuts, cette chanson composée par Didier Fois (groupe Arraya, festival Hestiv'Òc, Ostau Bearnés) est devenue incontournable pour les supporters palois qui l'entonnent à chaque début de match. Les paroles de la chanson ont été composées sur l'air de la célèbre ballade écossaise The Water is Wide (en), également repris par le chanteur Renaud dans la Ballade nord-irlandaise.
L'encantada et De cap tà l'immortèla du groupe Nadau ainsi que l'hymne béarnais Si Canti, célèbres chants béarnais, sont également habituellement chantés par les supporters palois. De cap tà l'immortèla  est considéré comme l'hymne officieux de la Section paloise tant il est apprécié par le public.

### Mascotte
La mascotte du club est un ours baptisé Bearny (prononcer « Bernie »). L'ours a été choisi car étant un des symboles des Pyrénées, et son nom est un jeu de mots entre l'anglais « bear » signifiant ours en anglais, et le Béarn, région dont Pau est la capitale depuis 1464.

## Palmarès

### Palmarès
Le tableau suivant récapitule les performances du club :
- titres de champion et finales ainsi que les meilleures performances dans les compétitions.

| Compétitions nationales | Compétitions internationales |
| - Championnat de France de première division : - Champion (3) : 1928, 1946 et 1964. - Championnat de France de deuxième division : - Champion (1) : 2015. - Championnat de France du groupe B : - Finaliste (2) : 1989 et 1990. - Supersevens : - Finaliste (4) : 2020, 2022, 2023 et 2024.                          | - Coupe d'Europe : - Meilleure performance : demi-finaliste en 1998. - Challenge européen : - Vainqueur (1) : 2000. - Finaliste (1) : 2005. |
| Anciennes compétitions disparues | Compétitions jeunes |
| - Challenge Yves du Manoir : - Vainqueur (2) : 1939 et 1952. - Finaliste (5) : 1953, 1959, 1962, 1964 et 1996. - Coupe de France : - Vainqueur (1) : 1997 - Finaliste (1) : 1946. - Coupe André Moga : - Finaliste (1) : 1995. - Challenge Antoine Béguère : - Vainqueur (1) : 1970. - Finaliste (2) : 1965 et 1971. | - Coupe Frantz-Reichel : - Vainqueur (2) : 2000 et 2001. - Finaliste (5) : 1945, 1987, 1988, 1999 et 2007.                                  |

### Classement des 28 dernières années
| Saison    | Championnat           | Nb équipe/poule | Division          | Classement | Phase finale    | Titres                          |
| --------- | --------------------- | --------------- | ----------------- | ---------- | --------------- | ------------------------------- |
| 2023-2024 | Top 14                | 14              | Première division | 9e         | -               | -                               |
| 2022-2023 | Top 14                | 14              | Première division | 12e        | -               | -                               |
| 2021-2022 | Top 14                | 14              | Première division | 10e        | -               | -                               |
| 2020-2021 | Top 14                | 14              | Première division | 12e        | -               | -                               |
| 2019-2020 | Top 14                | 14              | Première division | 12e        | -               | -                               |
| 2018-2019 | Top 14                | 14              | Première division | 11e        | -               | -                               |
| 2017-2018 | Top 14                | 14              | Première division | 8e         | -               | -                               |
| 2016-2017 | Top 14                | 14              | Première division | 9e         | -               | -                               |
| 2015-2016 | Top 14                | 14              | Première division | 11e        | -               | -                               |
| 2014-2015 | Pro D2                | 16              | Seconde division  | 1er        |                 | Championnat de France de Pro D2 |
| 2013-2014 | Pro D2                | 16              | Seconde division  | 4e         | Demi-finale     | -                               |
| 2012-2013 | Pro D2                | 16              | Seconde division  | 3e         | Finale          | -                               |
| 2011-2012 | Pro D2                | 16              | Seconde division  | 2e         | Finale          | -                               |
| 2010-2011 | Pro D2                | 16              | Seconde division  | 9e         | -               | -                               |
| 2009-2010 | Pro D2                | 16              | Seconde division  | 5e         | Demi-finale     | -                               |
| 2008-2009 | Pro D2                | 16              | Seconde division  | 8e         | -               | -                               |
| 2007-2008 | Pro D2                | 16              | Seconde division  | 10e        | -               | -                               |
| 2006-2007 | Pro D2                | 16              | Seconde division  | 8e         | -               | -                               |
| 2005-2006 | Top 14                | 14              | Première division | 13e        | Relégation      | -                               |
| 2004-2005 | Top 16                | 16              | Première division | 13e        | Barragiste      | -                               |
| 2003-2004 | Top 16                | 8               | Première division | 6e         | -               | -                               |
| 2002-2003 | Top 16                | 8               | Première division | 4e         | Qualification   | -                               |
| 2001-2002 | Top 16                | 8               | Première division | 6e         | -               | -                               |
| 2000-2001 | Élite 1               | 10              | Première division | 8e         | -               | -                               |
| 1999-2000 | Élite 1               | 12              | Première division | 2e         | Demi-finale     | Challenge européen              |
| 1998-1999 | Championnat de France | 8               | Première division | 3e         | Qualification   | -                               |
| 1997-1998 | Groupe A1             | 10              | Première division | 5e         | -               | -                               |
| 1996-1997 | Groupe A              | 10              | Première division | 4e         | Quart de finale | Challenge Yves-du-Manoir        |
| 1995-1996 | Groupe A              | 10              | Première division | 6e         | Demi-finale     | -                               |

### Finales de la Section paloise
Championnat de France de 1re division
| Date de la finale | Vainqueur       | Score  | Finaliste  | Lieu de la finale                 | Spectateurs |
| ----------------- | --------------- | ------ | ---------- | --------------------------------- | ----------- |
| 6 mai 1928        | Section paloise | 6 – 4  | US Quillan | Stade des Ponts Jumeaux, Toulouse | 20 000      |
| 24 mars 1946      | Section paloise | 11 – 0 | FC Lourdes | Parc des Princes, Paris           | 30 000      |
| 24 mai 1964       | Section paloise | 14 – 0 | AS Béziers | Stadium municipal, Toulouse       | 27 797      |

Barrage de maintien en première division
| Date de la finale | Vainqueur       | Score       | Finaliste   | Lieu de la finale                 | Spectateurs |
| ----------------- | --------------- | ----------- | ----------- | --------------------------------- | ----------- |
| 21 mai 2001       | Section paloise | 33 – 21 (P) | FC Grenoble | Stade de la Méditerranée, Béziers | 12 000      |

La Section paloise 8e de la poule de dix affronte Grenoble 8e de la poule de onze.
Match de barrage contre le vainqueur de la phase finale de Pro D2
| Date de la finale | Vainqueur       | Score   | Finaliste         | Lieu de la finale             | Spectateurs |
| ----------------- | --------------- | ------- | ----------------- | ----------------------------- | ----------- |
| 12 juin 2005      | Section paloise | 46 – 13 | Stade aurillacois | Stade Ernest-Wallon, Toulouse |             |

La Section paloise 13e du Top 16 affronte Aurillac vainqueur de la phase finale qualificative de Pro D2.
Phases finales de barrage pour déterminer le vice-champion de Pro D2 promu en Top 14
| Date de la finale | Vainqueur     | Score           | Finaliste | Lieu de la finale                     | Spectateurs |
| ----------------- | ------------- | --------------- | --------- | ------------------------------------- | ----------- |
| 27 mai 2012       | Stade montois | Section paloise | 29 - 20   | Stade Jacques-Chaban-Delmas, Bordeaux | 23 928      |
| 19 mai 2013       | CA Brive      | Section paloise | 30 - 10   | Stade Jacques-Chaban-Delmas, Bordeaux |             |

Championnat de France du groupe B
| Date de la finale | Vainqueur           | Score  | Finaliste       | Lieu de la finale                | Spectateurs |
| ----------------- | ------------------- | ------ | --------------- | -------------------------------- | ----------- |
| 4 juin 1989       | Castres olympique   | 18 – 9 | Section paloise | Stade Jules Ribet, Saint Gaudens | 10 000      |
| 3 juin 1990       | Stade montchaninois | 18 – 7 | Section paloise | Stade Amédée-Domenech, Brive     | 3 099       |

Challenge Yves du Manoir
La compétition a fusionné avec la Coupe de France à partir de l'édition 1996-1997 pour devenir la Coupe de France Yves-du-Manoir
| Date de la finale | Vainqueur        | Score     | Finaliste             | Lieu de la finale          | Spectateurs |
| ----------------- | ---------------- | --------- | --------------------- | -------------------------- | ----------- |
| 13 décembre 1938  | Section paloise  | 5 – 0     | RC Toulon             | Parc Lescure, Bordeaux     |             |
| 1946              | Stade toulousain | 6 – 3     | Section paloise       |                            |             |
| 1952              | Section paloise  | par poule | Racing Club de France |                            |             |
| 1953              | FC Lourdes       | 8 – 0     | Section paloise       | Stade Jules-Soulé, Tarbes  |             |
| 6 juin 1959       | US Dax           | 12 – 8    | Section paloise       | Parc des Princes, Paris    |             |
| 2 juin 1962       | Stade montois    | 14 – 9    | Section paloise       | Parc des Princes, Paris    |             |
| 30 mai 1964       | AS Béziers       | 6 – 3     | Section paloise       | Parc des Princes, Paris    |             |
| 27 janvier 1996   | CA Brive         | 12 – 6    | Section paloise       | Stade Charléty, Paris      | 11 500      |
| 26 avril 1997     | Section paloise  | 13 – 11   | CS Bourgoin-Jallieu   | Stade des Costières, Nîmes | 15 732      |

#### Challenge européen
| Date de la finale | Vainqueur       | Score   | Finaliste         | Lieu de la finale                | Spectateurs |
| ----------------- | --------------- | ------- | ----------------- | -------------------------------- | ----------- |
| 27 mai 2000       | Section paloise | 34 – 21 | Castres olympique | Stade des Sept Deniers, Toulouse | 6 000       |
| 21 mai 2005       | Sale Sharks     | 27 – 3  | Section paloise   | Kassam Stadium, Oxford           | 7 230       |

## Personnalités du club

### Présidents successifs
| Rang | Nom                | Période      |
| ---- | ------------------ | ------------ |
| 1    | Dr Pellizza-Duboué | 1902 - 1905  |
| 2    | M. J. Dulau        | 1905 - 1919  |
| 3    | Henri Gascogne     | 1919 - 1922  |
| 4    | Gabriel Valeton    | 1922 - 1931  |
| 5    | Esteban Érize      | 1931 - 1932  |
| 6    | Charles Lagarde    | 1932 - 1952  |
| 7    | Albert Cazenave    | 1952 - 1968  |
| 8    | Pierre Bochet      | 1968 - 1970  |
| 9    | Denis Labau        | 1970 -1976   |
| 10   | Jean Broqué        | 1976 - 1977  |
| 11   | Yves Baradat       | 1977 - 1979, |
| 12   | François Moncla    | 1979 - 1985  |
| 13   | Yves Baradat       | 1985 - 1991  |
| 14   | Yves Tour          | 1991 - 1995  |
| 15   | Pierre Labourdette | 1995 - 1998  |
| 16   | André Lestorte     | 1998 - 2005  |
| 17   | Joachim Alvarez    | 2005 - 2006  |
| 18   | Bernard Pontneau   | dep. 2006    |

Jusqu'en 1995, la Section paloise est une entité juridique unique donc le président de la structure omnisports est considéré comme le président du club de rugby malgré la présence d'un président de la commission rugby. Ainsi, le premier président est le docteur Pellizza-Duboué qui prend les commandes lors de l'adoption des statuts et de l'élection du bureau le 3 avril 1902 dans la halle-neuve de Pau. Depuis sa création, la Section paloise a vu dix-sept présidents se succéder tout en sachant que le mandat présidentiel fut limiter à deux mandats de trois ans pendant une longue période. Le successeur du Dr Pellizza-Duboué est Mr Dulau à partir de 1905. Ce dernier s'occupait déjà de la commission athlétisme, au cours de son mandat il va s'avérer être un président bâtisseur avec le stade de la Croix du Prince et ouvert à l'international. Il est à l'origine des traditionnelles rencontres de rugby face à des clubs universitaires britanniques (Oxford University RFC et Cambridge University RUFC notamment) et est à l'origine de la venue du gallois Tom Potter.
Henri Gascogne, le père du sectionniste Jean Gascogne tombé au champ d'honneur en 1914, puis l'avocat Gabriel Valeton lui succèdent.
Puis, c'est Esteban Erize qui prend la présidence, avant d'émigrer en Argentine, pays où est née sa petite-fille : Marie-Anne Erize.
Le sixième président du club, Charles Lagarde, marque particulièrement le club de sa présidence durant une vingtaine d'années. Plus globalement, celui-ci se trouve impliqué dans la plupart des activités du club jusqu'au cinquantième anniversaire de celui-ci en 1952. Son credo sera de développer la fonction omnisports d'un club qu'il veut ouvert et divers dans sa pratique sportive. Charles Lagarde n'aura de cesse de développer la renommée du club, notamment au travers d'innombrables articles tenues dans les journaux locaux (L'Indépendant des Basses-Pyrénées et Le Patriote des Pyrénées) pour relater les activités de la Section paloise dans tous les domaines.
Né la même année que la Section, Albert Cazenave prend le relais de Lagarde pendant une quinzaine d'années. Albert Cazenave est également une figure marquante pour le club en tant que joueur et capitaine de l'équipe de rugby, entraîneur de l'équipe championne de France en 1948 puis président du club omnisports. Sous sa présidence, le club remporte le dernier de ses Brennus en 1964 et atteint régulièrement les dernières parties des phases finales.
Grand personnage du sport français et légende de la Section, François Moncla prend la présidence du club à partir de 1979 après avoir entraîné puis présidé la commission rugby. Sous la présidence d'Yves Tour, la Section paloise change ses statuts et devient en 1995 une association regroupant des associations indépendantes, Pierre Labourdette en est le premier président. En 1998, la création de la SAOS Section paloise rugby pro sépare la fonction de président de la partie associative et de la partie professionnelle. L'actuel président de cette entité professionnelle est Bernard Pontneau depuis 2006, ce dernier est également à la tête du groupe Varel Europe qui exporte des têtes de forage pour l'industrie pétrolière.

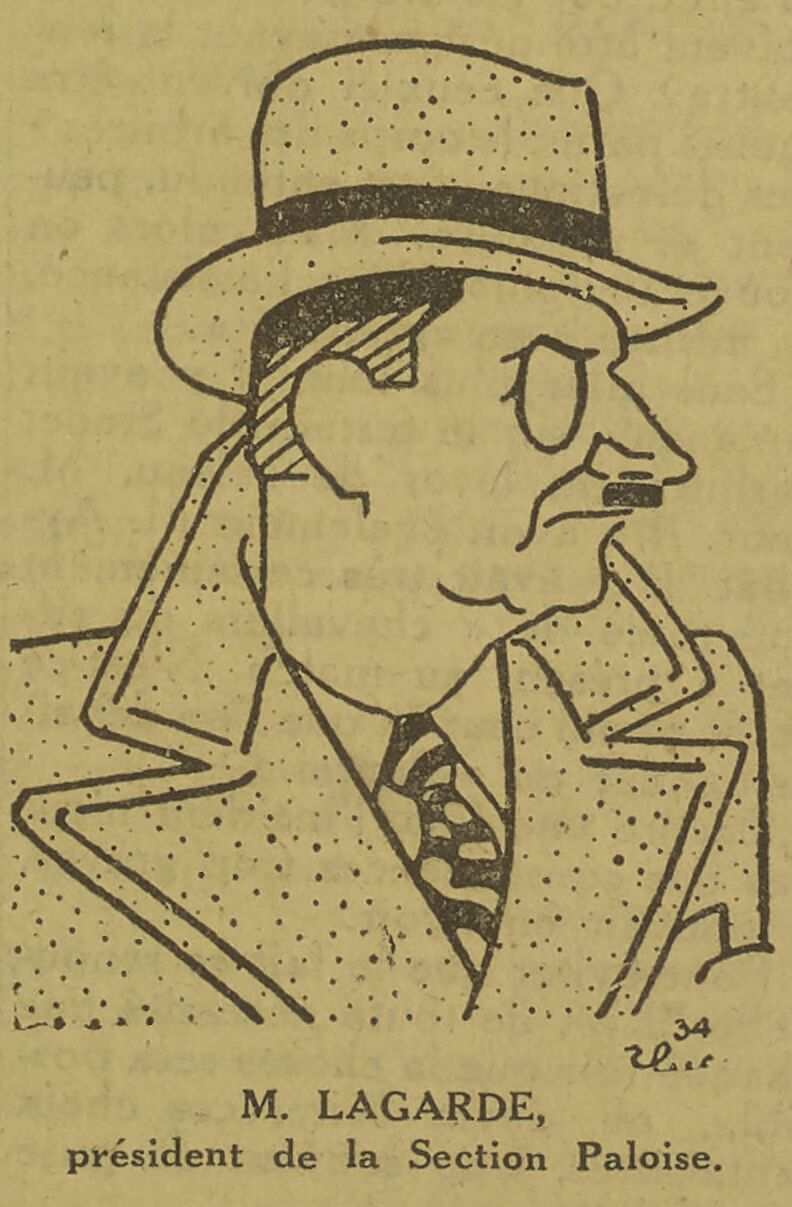
Charles Lagarde, président de 1932 à 1952
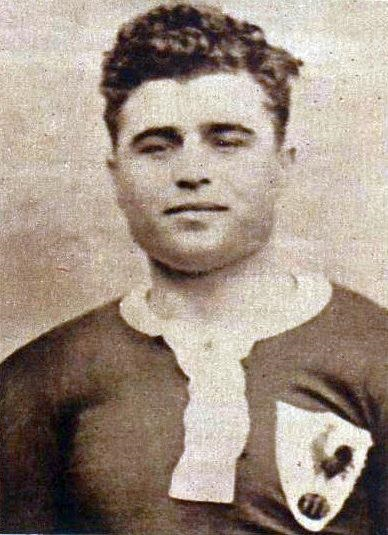
Albert Cazenave, président de 1952 à 1968
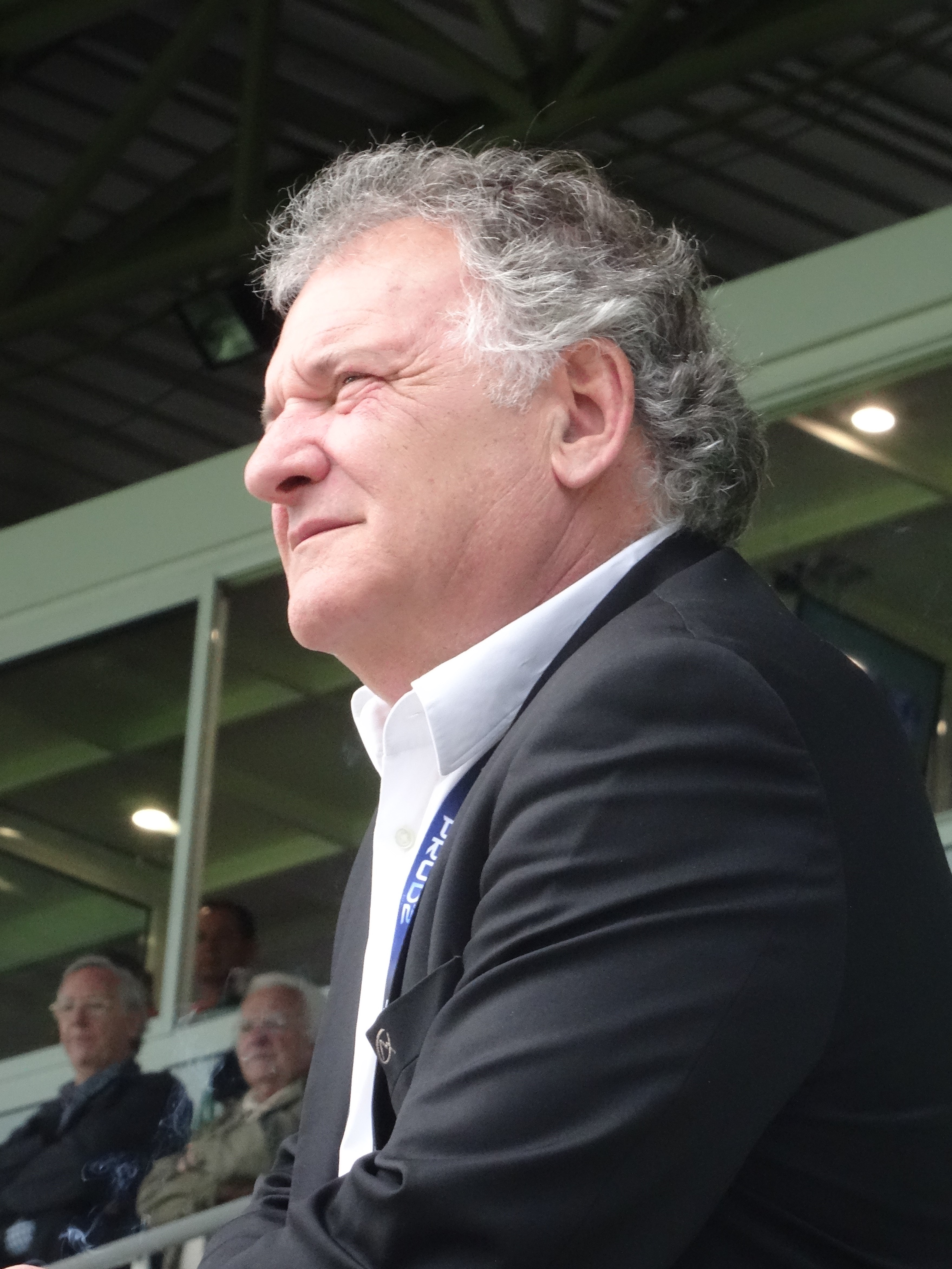
Bernard Pontneau, président depuis 2006, en 2016.

### Joueurs emblématiques
| Nom                    | Sélections Sectionniste | Sélections Total |
| ---------------------- | ----------------------- | ---------------- |
| Robert Paparemborde    | 52                      | 52               |
| Damien Traille         | 34                      | 86               |
| Imanol Harinordoquy    | 28                      | 82               |
| Jean-Pierre Saux       | 22                      | 22               |
| Philippe Bernat-Salles | 21                      | 41               |
| François Moncla        | 18                      | 31               |
| Jean Piqué             | 18                      | 18               |
| Roger Piteu            | 15                      | 15               |
| David Aucagne          | 15                      | 15               |
| Thierry Cléda          | 9                       | 9                |
| Émilien Gailleton      | 9                       | 9                |
| Théo Attissogbé        | 7                       | 7                |
| Pierre Aristouy        | 6                       | 6                |
| Hugo Auradou           | 6                       | 6                |
| Lucien Martin          | 6                       | 6                |
| Nano Capdouze          | 6                       | 6                |
| Albert Cazenave        | 5                       | 5                |
| Gilbert Pierrot        | 3                       | 3                |
| Fernand Taillantou     | 3                       | 3                |
| Philippe Carbonneau    | 2                       | 32               |
| Patrick Tabacco        | 2                       | 18               |
| Baptiste Pesenti       | 2                       | 5                |
| Marc Etcheverry        | 2                       | 2                |
| Nicolas Brusque        | 1                       | 26               |
| Jean-Louis Jordana     | 1                       | 7                |
| Antoine Hastoy         | 1                       | 7                |
| Robert Sarrade         | 1                       | 1                |
| David Aguilar          | 1                       | 1                |
| Robert Labarthète      | 1                       | 1                |
| Paul Cassagne          | 1                       | 1                |
| Claude Mantoulan       | 1                       | 1                |
| Michel Lacome          | 1                       | 1                |
| André Abadie           | 1                       | 1                |
| Frédéric Torossian     | 1                       | 1                |
| David Dantiacq         | 1                       | 1                |
| Fabrice Metz           | 1                       | 1                |
| Georges Caussarieu     | 1                       | 1                |
| Thibault Daubagna      | 1                       | 1                |

Dans les premières années de la Section paloise, plusieurs joueurs britanniques marquent le club grâce à leur expérience de ce jeu encore naissant en France mais bien développé Outre-Manche. Pau est alors une ville climatique de premier plan en Europe, la bourgeoisie britannique y séjourne pour profiter des vertus du climat de la ville en hiver. Les gallois Jim Crockwell dès 1907 et Tom Potter en 1912, en plus de jouer pour l'équipe, participent également aux rapides progrès techniques et tactiques. Gilbert Pierrot devient le premier international sectionniste de l'histoire en janvier 1914 pour une rencontre du Tournoi 1914 entre le XV de France et l'Irlande.

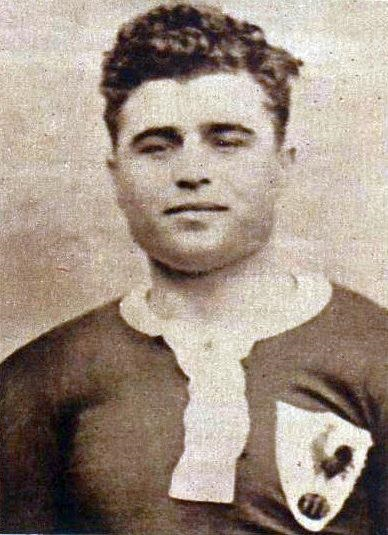
Albert Cazenave en 1928.

L'une des premières figures emblématiques du club est Albert Cazenave, ce dernier arrive à la Section paloise en 1926 à l'âge de 24 ans après un premier passage au TOEC puis au Stade toulousain. Béarnais pur sang, Cazenave est un troisième ligne très actif, meneur d'homme hors pair et mène la Section à son premier Bouclier de Brennus en 1928. Il devient par la suite entraineur, puis président. Il est accompagné pour cette première victoire par l'ailier international Fernand Taillantou également arrivé au club en 1926 et qui ne se sépare jamais de son béret (béarnais) pour jouer. Dans cette équipe figurent également Robert Sarrade et François Récaborde.
Dix-huit ans plus tard, Cazenave est entraineur lorsque la Section paloise lobtient son deuxième titre de champion sous le capitanat du troisième ligne André Rousse. L'équipe est également menée par le jeune Théo Cazenave, frère cadet d'Albert, et demi de mêlée au petit gabarit mais au fort dynamisme et Auguste Lassalle, idole de jeunesse de Denis Lalanne, au poste d'ouvreur.
Les années 1950 sont marquées par plusieurs joueurs arrière particulièrement talentueux, dont les centres André Carrère et Jean Hatchondo, l'ailier Pierre Tarricq, l'arrière Robert Labarthète et le demi d'ouverture Antoine Jimenez, présenté comme l'un des meilleurs de France à son poste,.
Le troisième Brennus de la Section paloise en 1964 cimente la légende du capitaine et troisième ligne François Moncla.
En 1964, Jean-Pierre Saux obtient enfin la récompense de tous ses efforts à 36 ans. À côté de ce paquet d'avants d'expérience, de jeunes talents s'expriment dans les lignes arrière à l'image de l'ouvreur Nano Capdouze qui marque les deux essais de la finale contre Béziers. Capdouze est alors considéré comme le meilleur ouvreur français.
En 1968, le jeune béarnais Robert Paparemborde débute en équipe première à l'âge de 20 ans. Patou est surement la figure la plus emblématique du club, doué dans tous les sports, capable de jouer ailier, centre ou pilier, il porte les couleurs de son club vert et blanc pendant dix-sept années sans gagner le titre qu'un tel talent pouvait espérer. Il sera, malgré tout, plus heureux en équipe de France en remportant deux Grands Chelems, dont le fameux de 1977, ainsi qu'une victoire (la première pour un XV de France) en Nouvelle-Zélande lors de la tournée de 1979.
Durant toutes ces années de présence au club sectionniste, Robert Paparemborde voit éclore de nombreux talents comme le buteur longue distance Michel Ollé dans les années 1970 ou dans les années 1980 du jeune troisième ligne Laurent Cabannes, doté d'une classe inimitable.
Après des années difficiles tant au niveau sportif qu'économique, le club refait surface au plus haut niveau du rugby français dans la seconde moitié des années 1990.
Cette génération de joueurs est notamment menée par le capitaine et troisième ligne Philippe Ebel qui porte le brassard pendant six saisons, le paquet d'avant de la Section paloise est alors particulièrement redouté avec Thierry Cléda, Jean-Louis Jordana, Joël Rey, Franck Rolles et le demi de mêlée, véritable neuvième avant, Frédéric Torossian. De jeunes joueurs prometteurs, encadrés par la figure de l'ailier international Philippe Bernat-Salles, se dévoilent également au sein des lignes arrière comme l'ouvreur David Aucagne, l'arrière Nicolas Brusque et tout à la fin des années 1990 le précoce centre Damien Traille. La formation paloise continue de faire ses preuves avec l'éclosion du troisième ligne talentueux Imanol Harinordoquy à partir du début des années 2000. Après 16 saisons passées à Pau, Julien Fumat, capitaine exemplaire du club béarnais, tire sa révérence en juin 2021 après 308 matches joués en vert et blanc et 40 essais inscrits.

### XV historique
En 2020, les membres de l’Amicale des anciens de la Section ont composé deux XV de légende de la Section paloise.
1. Marc Etcheverry 2. André Abadie 3. Robert Paparemborde
4. Jean-Pierre Saux 5. Sylvain Bourbon
6. François Moncla (C) 8. Francis Rongiéras 7. Laurent Cabannes
9. Frédéric Torossian 10. Nano Capdouze
11. Michel Bruel 12. Jean Piqué 13. Jean-Claude Castagnet 14. Philippe Bernat-Salles
15. Nicolas Brusque
Le XV bis des Anciens (1928-1998) :
1. Pierre Triep-Capdeville 2. Joël Rey 3. Jean-Louis Jordana
4. Thierry Cléda 5. Pierre Aristouy
6. Christian Loustaudine 8. Hari Dumitras 7. Henri Marracq
9. François Bosc 10. Michel Ollé
11. Fernand Taillantou 12. Claude Mantoulan 13. Philippe Lopez 14. Noël Guillemot
15. Robert Labarthette

### Autres joueurs emblématiques
- André Abadie
- Jean-Michel Agest
- David Aguilar
- David Aucagne
- Laurent Arbo
- Pierre Aristouy
- Louis Artigou
- Jean-Paul Basly
- Lionel Beauxis
- Jean Bergalet
- Philippe Bernat-Salles
- René Bernardini
- Victor Bernicha
- Emile Bilhou
- Raymond Bonnemort
- Jean-Pierre Bonnet
- François Bosc
- Jean Bouilhou
- Sylvain Bourbon
- Fernand Bourdeu
- Jean-Roger Bourdeu
- Michel Bruel
- Gérard Brusque
- Nicolas Brusque
- Eugène Buzy
- Sébastien Bria
- Laurent Cabannes
- Nano Capdouze
- Jean Carmouze
- André Carrère
- Jean-Claude Castagnet
- Georges Caussarieu
- Henri Cazabat
- Albert Cazajous
- Albert Cazenave
- Théo Cazenave
- Jean-Charles Cistacq
- Joseph Châtelain
- Jacques Clavé
- Thierry Cléda
- André Courtade
- Emile Crampes
- Clément Darbo
- Jean Defrançais
- Henry de Malherbe
- Daniel Desclaux
- René Desclaux
- Henri Desperbasque
- Jean Domercq
- Élisée Domercq
- Thomas Domingo
- Jean-Baptiste Doumecq
- Mickaël Drouard
- Thierry Ducès
- Jacques Dufourcq
- Jacques Duluc
- Jean-Bernard Duplantier
- Robert Duthen
- Philippe Ebel
- Pierre Elichondo
- Marc Etcheverry
- Henri Espelette
- Jean Estrade
- Henri Foueillassar
- Julien Fumat
- Noël Guillemot
- Malik Hamadache
- Imanol Harinordoquy
- Pierre Harribey
- Antoine Hastoy
- Jean Hatchondo
- Julien Hourcade
- Julien Jacquot
- Antoine Jimenez
- Jean-Louis Jordana
- Robert Labarthète
- Adrien Laborde
- Elvis Laborde-Grèche
- Fernand Laclau
- Michel Lacoste
- Alain Lagouarde
- Paul Lamouret
- Roger Lanta
- Henri Larrat
- Auguste Lassalle
- Jean Lauga
- Pierre Lauga
- Quentin Lespiaucq-Brettes
- Benjamin Lhande
- Roger Lhande
- Philippe Lopez
- Christian Loustaudine
- Richard Mapuhi
- Henri Marracq
- Lucien Martin
- Yannick Martin
- Gérard Mariné
- Louis Mauco
- Pascal Maurin
- Thierry Mentières
- Fabrice Metz
- Paul Moncassin
- François Moncla
- Henri Mounès
- Michel Ollé
- Christophe Paillé
- Robert Paparemborde
- Baptiste Pesenti
- Julien Pierre
- Jean Piqué
- Roger Piteu
- Martin Puech
- Grégory Puyo
- François Récaborde
- Edouard Réchède
- Joël Rey
- Georges Rieu
- Paul Rieu
- Franck Rollès
- Francis Rongiéras
- Christian Rouch
- André Rousse
- Eugène Ruiz
- René Sabin
- Jean Saldaqui
- Robert Sarrade
- Jean-Pierre Saux
- Paul Saux
- Pierre Tarricq
- Fernand Taillantou
- Hélier Thil
- Maurice Tournier
- Robert Toyos
- Damien Traille
- Pierre Triep-Capdeville
- Bernard Vignette

Étrangers :
- Lourens Adriaanse
- Robert Andrew
- Claude Dry
- André Hough
- Mehdi Boundjema
- Patricio Albacete
- Lisandro Arbizu
- Jesse Mogg
- Garrick Morgan
- Ben Mowen
- Anthony Hill
- Matt Philip
- Al Charron
- Jim Crockwell
- Steffon Armitage
- Zack Henry
- Abdellatif Boutaty
- Paddy Butler
- James Coughlan
- Dean McCartney
- Sean Dougall
- Fernando Guatieri
- Charly Malié
- Josefa Domolailai
- Jale Vatubua
- Watisoni Votu
- Hari Dumitras
- Iulian Dumitraș
- Viatcheslav Gratchiov
- Paul Dearlove
- Euan Murray
- Scott Keith
- Jamie Mackintosh
- Elijah Niko
- Daniel Ramsay
- Colin Slade
- Conrad Smith
- Benson Stanley
- Tom Taylor
- Sam Whitelock
- Lionel Campergue
- Samuel Marques
- Vincent Pinto
- Sorin Socol
- Alexandru Manta
- Giovanni Habel Kuffner
- Marlon Solofuti
- Peni Fakalelu
- Siegfried Fisi'ihoi
- Taniela Moa
- Tom Potter

### Liste des entraîneurs
Jusque dans les années 1950, le rôle d’entraîneur est partagé par la capitaine de l'équipe et le président de la commission rugby. Gilbert Pierrot, aux commandes lors du titre de 1928, puis Albert Cazenave, chargé de l'équipe pour l'obtention du titre de 1946, exercent ainsi cette fonction pendant de nombreuses années.
Le premier véritable entraineur à part entière est Théo Cazenave. À la fin de sa carrière sportive en 1955 il seconde son frère Albert puis assure par la suite seul l'entraînement ou secondé par d'autres anciens joueurs jusqu'en 1967. Durant ce long bail, Théo Cazenave reprend les principes de son frère basés sur l'importance de la technique individuelle avec ballon, « Il faut se familiariser avec lui, y penser toujours, en avoir faim ». Il met également l'accent sur la condition physique de ses troupes, « Un joueur qui a cent dix minutes dans les jambes sera toujours plus utile à son équipe qu'un "champion" grassouillet et poussif ». Outre les entraînements (deux par semaine), Théo Cazenave insiste également sur la bonne alimentation des joueurs en établissant par exemple lui-même les menus des repas lors des déplacements.
Par la suite, plusieurs entraîneurs se succèdent dont notamment Gérard Lom dans les années 1970. Celui-ci est accompagné par le soigneur de toujours de la Section paloise, Henrique ancien talonneur au club, qui occupe encore cette fonction en 1970 à l'âge de 75 ans, le béret vissé à la tête et le verbe haut. Gare alors aux « fainéants ». Dans les années 1980 et 1990, les entraîneurs successifs ne gardent pas leur fonction plus de trois saisons. L'équipe première est ainsi souvent confiée à d'anciens joueurs de la Section mais le manque de constance dans les résultats entraîne une certaine instabilité dans la direction sportive de l'équipe. En 1989, le joueur Jean-Bernard Duplantier assure également l'entraînement à la suite du limogeage de l'entraîneur en octobre. La saison 1994-1995 voit se succéder trois duos d’entraîneurs différents. L'arrivée de Pierre Labourdette à la tête de la nouvelle association indépendante Section paloise rugby permet de ramener un peu de stabilité avec la présence pendant trois années du duo Luneau-Léta entre 1995 et 1998.
La création de la SAOS en 1998 entraîne le départ de Pierre Labourdette, l'instabilité au poste d'entraîneur redevient chronique jusqu'en 2006 avec un encadrement sportif très mouvant. Depuis 2006 et l'arrivée de Bernard Pontneau à la tête de la structure professionnelle, une certaine stabilité s'est créée avec en fil conducteur la présence de l'ancien talonneur Joël Rey en poste depuis 2008. Il forme un duo avec son ancien coéquipier David Aucagne depuis 2011, après une expérience de trois années avec l'équipe de France de rugby à XV des moins de 20 ans. En 2014, le néo-zélandais Simon Mannix est nommé manager de l'équipe pour accompagner le duo d’entraîneurs déjà présent et avec pour objectif de faire remonter le club en Top 14 le plus vite possible. Après des expériences au Racing 92 et au Munster en tant qu'adjoint, il occupe pour la première fois la fonction de manager et se donne pour mission de « modifier l'état d'esprit de l'intérieur afin de plus penser comme un club de Pro D2, mais comme une équipe qui joue en championnat européen ». Le 16 avril 2019, en raison de mauvais résultats, Mannix quitte son poste et il est remplacé par le duo Nicolas Godignon et Frédéric Manca. Le 9 décembre 2020, les managers Nicolas Godignon et Frédéric Manca prennent du recul et ne dirigent plus la préparation des matchs. Cette mission est alors assurée par Paul Tito, Thomas Domingo et Geoffrey Lanne-Petit.
Le 28 janvier 2021, le club annonce que Sébastien Piqueronies sera le nouveau manager du club à partir de la saison 2021-2022. Il s'est engagé jusqu'en 2024 et sera entouré par Paul Tito, Thomas Domingo et Geoffrey Lanne-Petit. Il prend ses fonctions à partir du 1er mai 2021. Paul Tito quitte le club à l'issue de la saison 2020-2021 pour rentrer en Nouvelle-Zélande et il est remplacé par Thomas Choveau en tant qu'entraîneur des avants.
| Saisons                        | Entraîneurs                                                               | Adjoints                                                                                                | Palmarès                                                            |
| ------------------------------ | ------------------------------------------------------------------------- | --- | ------------------------------------------------------------------- |
| 1911-1913                      | Tom Potter                                                                | |                                                                     |
| 1920-1922                      | Gilbert Pierrot                                                           | | Championnat de France 1928                                          |
| 1923-1926                      | Pierre Elichondo                                                          | |                                                                     |
| 1939-1942                      | Robert Sarrade                                                            | |                                                                     |
| 1942-1943                      | Pierre Guimont                                                            | |                                                                     |
| 1943-1944                      | Louis Cluchague                                                           | | Finaliste Coupe de France 1943                                      |
| 1944-1956                      | Albert Cazenave                                                           | Théo Cazenave                                                                                           | Championnat de France 1946                                          |
| 1956-1966                      | Théo Cazenave                                                             | | Championnat de France 1964                                          |
| 1966-1968                      | Jean Carmouze                                                             | Jean-Baptiste Chabat                                                                                    |                                                                     |
| 1968-1977                      | Gérard Lom                                                                | |                                                                     |
| 1977-1978                      | Christian Malterre                                                        | Henri Cazabat                                                                                           |                                                                     |
| 1978-1980                      | Jean-Claude Pétuya                                                        | Raymond Halçaren                                                                                        |                                                                     |
| 1980-1982                      | Claude Pétrissans                                                         | Raymond Halçaren                                                                                        |                                                                     |
| 1982- 1984                     | Robert Bernos                                                             | Jean-Paul Basly                                                                                         |                                                                     |
| 1984-1985                      | Jean-Claude Pétuya                                                        | |                                                                     |
| 1985- 1988                     | Michel Camptort Noël Guillemot                                            | |                                                                     |
| 1988- 1989                     | Jean-Pierre Peys                                                          | |                                                                     |
| 1989- 1990                     | Jean-Bernard Duplantier                                                   | Gérard Brusque                                                                                          |                                                                     |
| 1990 - 1991                    | Jean Capdouze Jean-Pierre Poeydomenge                                     | |                                                                     |
| 1991 - 1994                    | Tine Martinez                                                             | Jean Capdouze                                                                                           |                                                                     |
| 1994 - 1995                    | Jean-Marie Néri Gérard Mariné                                             | |                                                                     |
| 1995 - 1998                    | Jean-Louis Luneau Francis Léta                                            | | Coupe de France Yves-du-Manoir 1997                                 |
| 1998 - 1999                    | Maurice Lesgourgues Jean-Michel Aguirre                                   | |                                                                     |
| 1999 - 2000                    | Jacques Brunel Jean-Michel Aguirre                                        | | Challenge Européen 2000                                             |
| 2000 - 2001                    | Jacques Brunel                                                            | Frédéric Torossian                                                                                      |                                                                     |
| 2001 - 2002                    | Frédéric Torossian                                                        | Antranik Torossian                                                                                      |                                                                     |
| 2002 - 2003                    | Jean-Louis Luneau (directeur sportif)                                     | Frédéric Torossian Jean-Philippe Coyola                                                                 |                                                                     |
| 2003 - 2004                    | Jean-Louis Luneau (directeur sportif)                                     | Frédéric Torossian Jean-Philippe Cariat                                                                 |                                                                     |
| 2004 - 2005                    | Laurent Rodriguez Yannick Vignette                                        | | Finale du Challenge Européen 2005                                   |
| 2005 - 2006                    | Pierre Bouisset                                                           | Thierry Mentières Yannick Vignette                                                                      |                                                                     |
| 2006 - 2008                    | Jean-Bernard Duplantier Yannick Vignette                                  | |                                                                     |
| 2008 - 2011                    | Joël Rey Conrad Stoltz                                                    | |                                                                     |
| 2011 - 2014                    | Joël Rey David Aucagne                                                    | | Finales d'accession du championnat de France de Pro D2 2012 et 2013 |
| 2014 - 2016                    | Simon Mannix (manager)                                                    | Joël Rey (avants) Andrés Bordoy (mêlée) David Aucagne (arrières)                                        | Championnat de France Pro D2 2015                                   |
| 2016 - 2018                    | Simon Mannix (manager)                                                    | Carl Hayman (avants) Andrés Bordoy (mêlée) Frédéric Manca (arrières)                                    | Demi-finaliste du Challenge européen                                |
| 2018 - 5 janvier 2019          | Simon Mannix (manager)                                                    | Carl Hayman (avants) Paul Tito (touche) Frédéric Manca (arrières) Conrad Smith (défense)                |                                                                     |
| 6 janvier 2019 - 16 avril 2019 | Simon Mannix (manager)                                                    | Nicolas Godignon (avants) Paul Tito (touche) Frédéric Manca (arrières) Conrad Smith (défense)           |                                                                     |
| 16 avril 2019 - 2019           | Nicolas Godignon (avants) Frédéric Manca (arrières)                       | Paul Tito (touche) Conrad Smith (défense)                                                               |                                                                     |
| 2019-9 décembre 2020           | Nicolas Godignon (avants) Frédéric Manca (arrières)                       | Paul Tito (avants) Thomas Domingo (mêlée) Conrad Smith (défense) Geoffrey Lanne-Petit (arrières)        |                                                                     |
| 9 décembre 2020 - 1er mai 2021 | Paul Tito (avants) Thomas Domingo (mêlée) Geoffrey Lanne-Petit (arrières) | Conrad Smith (défense, jusqu'en février)                                                                |                                                                     |
| 1er mai 2021 - 2021            | Sébastien Piqueronies (manager)                                           | Paul Tito (avants) Thomas Domingo (mêlée) Geoffrey Lanne-Petit (arrières)                               |                                                                     |
| 2021 -                         | Sébastien Piqueronies (manager)                                           | Thomas Domingo (mêlée) Geoffrey Lanne-Petit (arrières) Thomas Choveau (avants) Antoine Nicoud (défense) |                                                                     |

## Effectif

### Effectif professionnel
| Poste | Nom | Âge | Équipe nationale | Club de prêt | Contrat | JIFF |
| ----- | --- | --- | ---------------- | ------------ | ------- | ---- |
| -     | -   | -   | -                | -            | -       | -    |

### Staff
Depuis 2021, Sébastien Piqueronies occupe le poste de manager de l'équipe. En 2025, Brandon Fajardo, précédemment manager du parcours Élite jeunes, est promu directeur sportif adjoint pour épauler Piqueronies sur la gestion stratégique du club.
| Nom                                                                | Staff Equipe Pro                                                          | Nationalité sportive |
| ------------------------------------------------------------------ | ------------------------------------------------------------------------- | -------------------- |
| Sébastien Piqueronies                                              | Manager                                                                   | France               |
| Brandon Fajardo                                                    | Directeur sportif adjoint                                                 | France               |
| Thomas Choveau                                                     | Entraîneur de la touche, des ballons portés et de la défense après touche | France               |
| Geoffrey Lanne-Petit                                               | Entraîneur de l’attaque et des transitions                                | France               |
| Thomas Domingo                                                     | Entraîneur de la mêlée et des attitudes au contact                        | France               |
| Antoine Nicoud                                                     | Entraîneur de la défense et des transitions                               | France               |
| Jérôme Garcès                                                      | Consultant arbitrage                                                      | France               |
| Briac Pouyé                                                        | Responsable analyse rugby                                                 | France               |
| Maxime Vogler                                                      | Analyste rugby                                                            | France               |
| Romain Bourdiol                                                    | Responsable de la performance                                             | France               |
| Julien Bodeau Rémi Cervantès Alexandre Correard Geoffrey Cottereau | Préparateur physique                                                      | France               |
| Sarah Bredon                                                       | Intervenante nutrition                                                    | France               |
| Martin Puech                                                       | Team manager                                                              | France               |
| Mathieu Belmonte                                                   | Intendant sportif                                                         | France               |
| André Artigues                                                     | Aide logistique                                                           | France               |

#### Staff médical
| Nom                                       | Staff médical               | Nationalité sportive |
| ----------------------------------------- | --------------------------- | -------------------- |
| Dr Antoine Henri                          | Médecin coordonnateur       | France               |
| Dr Philippe Pouget Dr Ophélie Bello-Junté | Médecin                     | France               |
| Mathieu Vinegra                           | Kinésithérapeute-ostéopathe | France               |
| Camille Mahieu Adrian Roudiere            | Kinésithérapeute            | France               |

#### Staff centre de formation
| Nom                           | Staff médical                                                                           | Nationalité sportive |
| ----------------------------- | --------------------------------------------------------------------------------------- | -------------------- |
| Lucas Broto                   | Directeur du centre de formation Manager équipe Espoirs                                 | France               |
| Julien Sarraute               | Responsable du parcours élite jeunes Entraîneur des trois-quarts du centre de formation | France               |
| Carlos Muzzio                 | Entraîneur des avants du centre de formation                                            | Argentine            |
| Hector Maren                  | Analyste performance centre de formation et Espoirs                                     | France               |
| Julien Ronchaud               | Entraîneur centre de formationManager équipe Crabos                                     | France               |
| Julien Bodeau Jean-Luc Albert | Préparateur physique                                                                    | France               |

## Structures du club

### Stades
La Section paloise a fait ses débuts au sein du champ Bourda situé rive gauche du gave de Pau. Non loin de là, le club s'installe en 1910 dans le stade de la Croix du Prince qui deviendra son antre jusqu'en 1990 et qui verra se dérouler les plus belles pages de l'histoire du club. Bâti à l'anglaise avec des tribunes en bois situées très près du jeu, la Croix du Prince subira des rénovations importantes en 1913 et 1952 pour accueillir un public toujours plus nombreux. La particularité de ce stade est également de se situer au sein du tissu urbain de la ville. L'atmosphère singulière de ce stade, la proximité du public et sa ferveur feront de la Croix du Prince une enceinte particulière pour le rugby français au même titre que le stade Mayol de Toulon par exemple.
Se dégradant lentement au fil des années, ne répondant plus aux exigences du rugby moderne et disposant de possibilités d'extensions très limitées, l'équipe première de la Section paloise quitte la pelouse de la Croix du Prince à partir de 1990 pour rejoindre le Stade du Hameau situé dans une zone peu urbanisée de la ville. La première version de ce stade a été réalisée en 1948 pour la pratique sportive des militaires présents sur ce même site du Hameau, il est ensuite racheté par la ville en 1983 puis rénové en 1988 pour accueillir par la suite les matchs de la Section paloise et du Pau FC. À partir du début de la saison 2016-2017, la Section paloise sera le seul occupant du stade. Un vaste plan de rénovation est annoncé en fin d'année 2016, ce qui permet au club de disposer d'un stade de 15 028 places contre un peu plus de 7 000 avant rénovation. Le stade de la Croix du Prince est, quant à lui, toujours utilisé par les équipes de jeunes et les espoirs du club qui continuent de faire vivre ce stade mythique du rugby béarnais, il attend malgré tout de subir une rénovation plus que nécessaire pour sa pérennité.

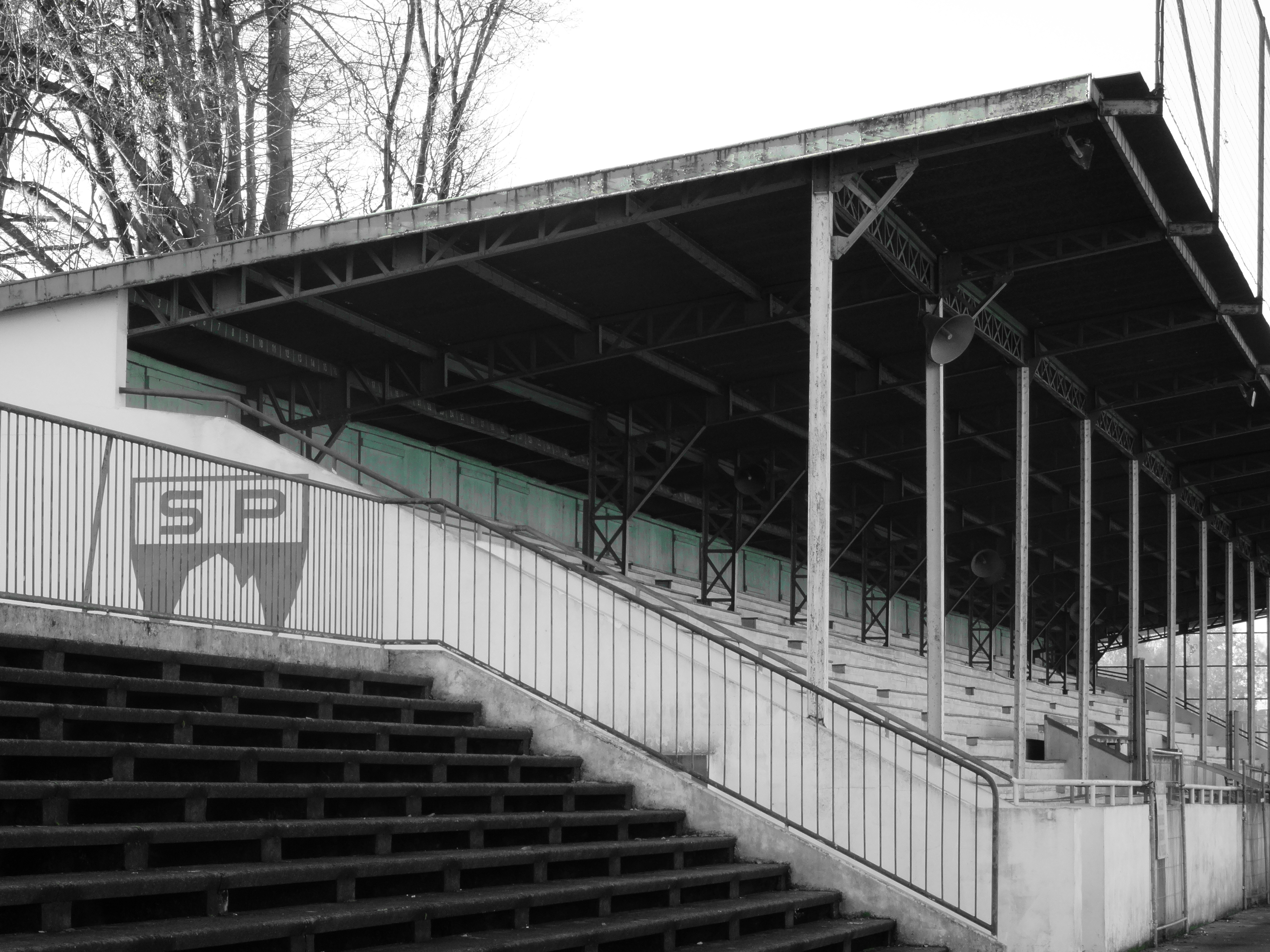
Le stade de la Croix du Prince.
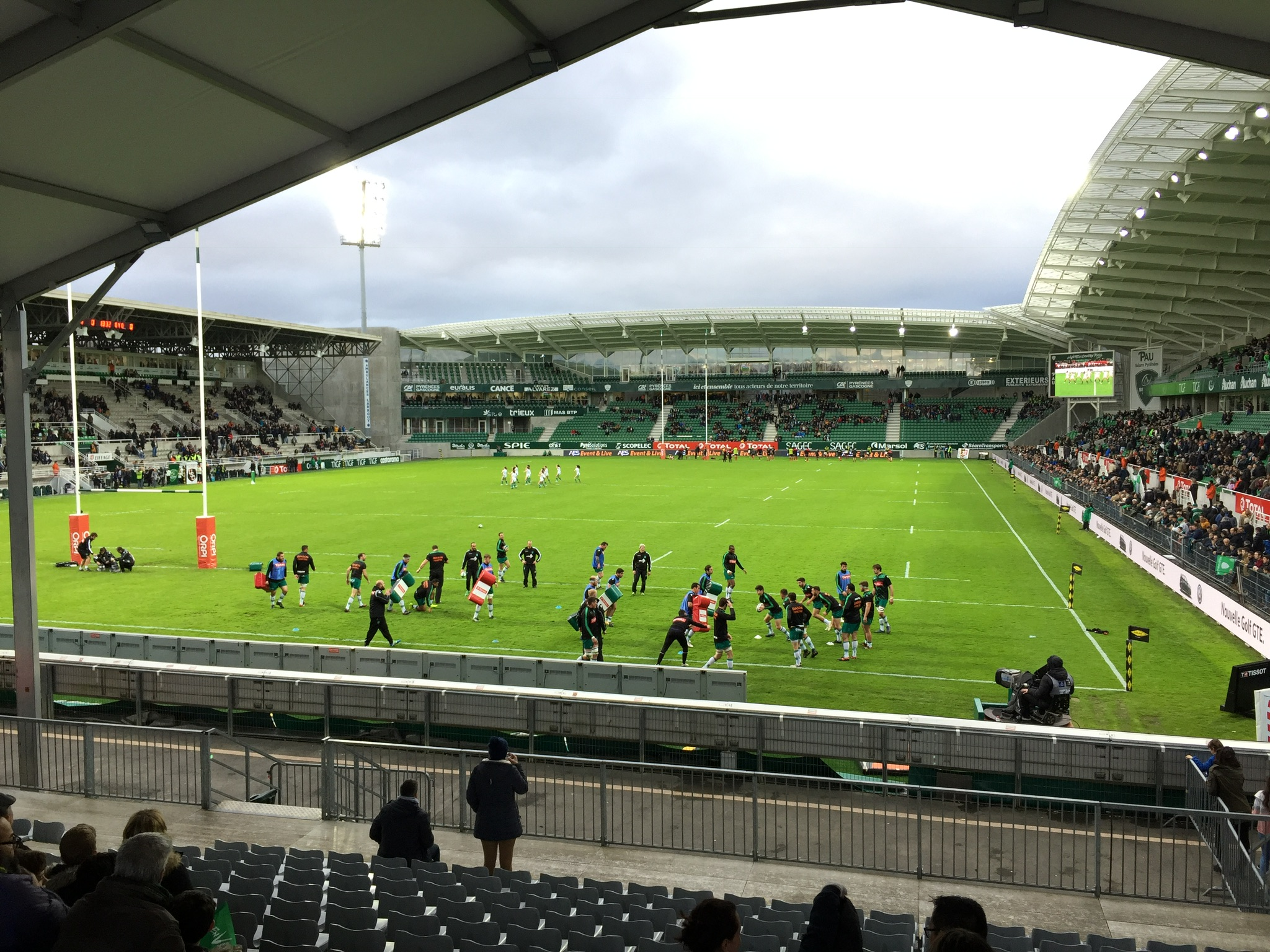
Le stade du Hameau.

### Centre Macron d'Entrainement
Le centre d'entrainement de la Section paloise est situé à Pau, dans le quartier de l'Ousse des Bois. Le centre est en réalité l'ancien « stade Pedeutour » du Pau Football Club, renommé Stade de l'Ousse des Bois en 1968.
Le stade a été construit sur les rives de l'Ousse des Bois par le club de rugby de l'ASOP en 1961-1962. Le terrain appartenait alors à un agriculteur et était situé en pleine campagne. Le grand ensemble de L’Ousse des Bois est construit cinq ans plus tard à proximité.
La ville de Pau acquiert l'ancien « stade Pedeutour » afin de l'aménager pour les clubs locaux pour un montant de 22 millions d'anciens francs en 1965. Les aménagements du stade pour accueillir le Pau FC débutent à partir de 1967. Le stade est ainsi inauguré en grande pompe le 1er septembre 1968 face aux voisins aragonais du Real Saragosse, finaliste de la Coupe des villes de foires en 1964 et 1966.
Après l'abandon du projet de rénovation, ce stade est devenu aujourd'hui le centre d'entrainement de la Section paloise,.
Le centre d'entrainement porte le nom de l’équipementier italien, Macron. La Communauté d'agglomération de Pau-Pyrénées a contribué au financement à hauteur de 300 000 euros et le département des Pyrénées-Atlantiques 200 000 euros.

### Centre de haute performance
Depuis 2021, la Section paloise élabore un projet d'envergure visant à construire un centre de haute performance permettant de regrouper en un seul lieu ses structures de performance professionnelle et de formation. Qualifié d’« indispensable » par le manager Sébastien Piqueronies, ce projet prend forme à proximité immédiate du Stade du Hameau.
Initialement prévu dans le cadre d'une opération de rénovation urbaine d'envergure dans le quartier du Hameau, le club se lance finalement dans la conception et le financement en propre de l'infrastructure, en raison d’un manque de clarté quant à l’avancement des travaux dans cette zone de la ville, la mairie ayant communiqué sur un projet global à l’horizon 2030.
En mars 2025, deux permis de construire sont déposés. Un bail emphytéotique d'une durée de 50 ans est accordé au club par la communauté d’agglomération Pau Béarn Pyrénées. Les travaux débutent à l’été 2025, avec une ouverture prévue pour le 15 août 2026, avant le début de la saison 2026-2027. Ce centre s’inscrit dans une stratégie globale de modernisation du stade du Hameau et de ses abords, incluant la rénovation des espaces publics, des services et des installations sportives, avec pour ambition de positionner durablement le club parmi les structures les plus performantes du Top 14.
Infrastructures:
- Un bâtiment principal de 3 000 m² avec :
- une salle de musculation,
- un espace de récupération et de soins,
- des vestiaires,
- des bureaux pour les staffs sportif et administratif,
- des salles de formation,
- un espace de restauration.
- Une halle sportive couverte de près de 5 000 m2.
- Un terrain de rugby extérieur pour les entraînements.
- Une toiture photovoltaïque intégrée dans une démarche durable.

### Centre de formation
Le centre de formation de la Section paloise est agréé par le ministère de la Jeunesse et des Sports et la LNR. Il est dirigé par Lucas Broto et accueille lors de la saison 2020-2021 un total de 24 joueurs. La plupart des joueurs évoluent au sein de l'équipe espoir de la Section, mais une dizaine de membres du centre de formation participent déjà de manière régulière à des matchs de l'équipe première. L'objectif du centre est de préparer ses membres à devenir un jour rugbyman professionnel, donc ces derniers suivent le même rythme sportif que la structure professionnelle. Néanmoins le cursus est accompagné d'un double projet éducatif avec un suivi scolaire.

#### Centre de préformation de en Nouvelle-Calédonie
D2but 2024, la Section paloise annnonce la création d'un centre de préformation en Nouvelle-Calédonie en collaboration avec le gouvernement local. L'objectif est de développer un modèle d'accompagnement pour les jeunes joueurs de rugby vers le haut niveau, créant ainsi une « académie » financée entièrement par la Section paloise. Cette initiative vise à repérer des talents calédoniens, notamment des joueurs de 15 à 16 ans, en s'appuyant sur les qualités athlétiques locales. La future succursale sera intégrée aux infrastructures existantes en Nouvelle-Calédonie, avec des visites régulières du staff de la Section pour suivre le développement du centre. Les meilleurs jeunes joueurs calédoniens auront l'opportunité d'intégrer le centre de formation de la Section paloise, avec l'espoir de rejoindre l'équipe première.

### Équipe féminine

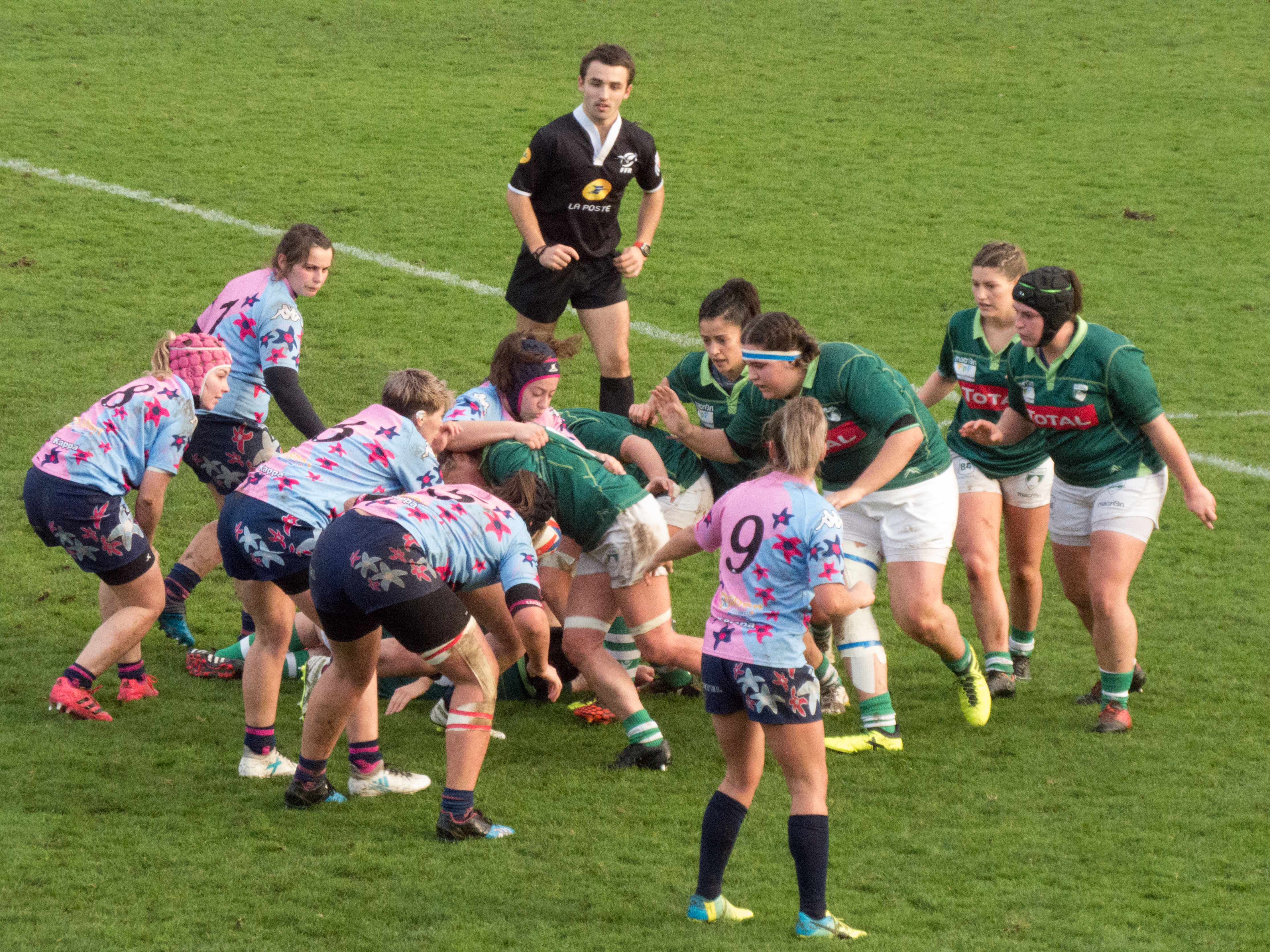
Rencontre de championnat de Fédérale 1 féminine entre l'US Dax et l'association Section paloise, en 12 2017.

L'implication de la Section paloise est double au niveau féminin. Effectivement, la structure professionnelle est présente par le biais d'un partenariat conclu avec le club du RC Lons (champion de France en 2012), à partir de la saison 2015-2016 celui-ci prend le nom de Lons rugby féminin Béarn Pyrénées. De son côté l'association de la Section paloise a créé une section féminine à partir de la saison 2015-2016 en intégrant plusieurs équipes de l'agglomération paloise.

## Aspects juridiques et économiques

### Statut juridique et légal
Avant l'année 1995, les instances qui dirigent le rugby, que ce soit l'IRB au niveau mondial ou la FFR au niveau national, prohibaient la pratique du rugby professionnel. La Section paloise était ainsi organisée sous la forme associative. Le 1er juillet 1998, à la demande de la LNR, nouvelle entité chargée de gérer le rugby professionnel en France, tous les clubs de l'élite du rugby français ont changé de statut pour créer une structure professionnelle chargée de s'occuper de l'équipe première et de son centre de formation. Au sein du club, cette mesure s'est traduite par la création de la SAOS Section paloise rugby pro, transformée en SASP à partir de 2001.

### Organigramme
| Gouvernance de la SASP                                                                            | Secteur amateur (association)                |
| Président : Bernard Pontneau Directeur général : Pierre Lahore Directeur délégué : Hugues Verrier | Président de l’association : Sylvain Guilhem |

### Conseil d’administration
| Conseil d’administration |
| - Bruno Alvarez - Lionel Autaa - Philippe Boy - Pierre Brossollet - Christian Cancé - Jean Couret - Sébastien Labourdette - Rémi Laborde - Pierre Lahillonne - Christian Loustaudine - François Jolly - Bruno Matheu - Bernard Pontneau - Alexandre Roussille - Yves Salesses - Michel Soubielle - Laurent Uberti - Franck Verchere |

### Budget
Le budget de la Section paloise a considérablement augmenté au début de la saison 2012-2013 grâce notamment à l'investissement important du groupe Total. Celui-ci est très présent à Pau au travers de son centre de recherche scientifique CSTJF. Total a de grandes ambitions pour le club et a souhaité renforcer ses moyens financiers afin d'atteindre dans un horizon de trois saisons le Top 14, objectif finalement réalisé lors de la saison 2014-2015. Total a profité du passage dans l'élite du rugby français pour renforcer encore une fois son partenariat avec une aide passant de 2,5 M€ à 4,5 M€. À côté de ce partenaire majeur, d'autres acteurs économiques locaux fournissent à la Section Paloise une aide précieuse à l'image de la Communauté d'Agglomération Pau Béarn Pyrénées, Teréga, la Cave de Gan Jurançon, Cancé, le Crédit Agricole Pyrénées Gascogne, Autaa, Euralis et de divers acteurs institutionnels (le Conseil Départemental des Pyrénées-Atlantiques, la Région Nouvelle-Aquitaine...).
| Saison              |
| Budget prévisionnel |
| Variation           |
| ------------------- |

| 2009-2010 | 2010-2011 | 2011-2012 | 2012-2013 | 2013-2014 | 2014-2015 | 2015-2016 | 2016-2017 | 2017-2018 | 2018-2019 | 2019-2020 | 2020-2021 | 2021-2022 | 2022-2023 | 2023-2024 | 2024-2025 | 2025-2026 |
| --------- | --------- | --------- | --------- | --------- | --------- | --------- | --------- | --------- | --------- | --------- | --------- | --------- | --------- | --------- | --------- | --------- |
| 6,5 M€    | 6,5 M€    | 6,6 M€    | 8,6 M€    | 9,116 M€  | 10,392 M€ | 18,613 M€ | 21,705 M€ | 23,866 M€ | 25,673M€  | 23,310M€  | 22,5M€    | 22,6M€    | 22,737M€  | 26,486M€  | 29,067M€  | 30 M€     |
| –         | + 0,00 %  | + 1,54 %  | + 30,30 % | + 5,98 %  | + 14,00 % | + 79,13 % | + 16,61 % | + 9,96 %  | + 7,57 %  | − 9,19 %  | − 3,48 %  | + 0,44 %  | + 0,61 %  | + 16,49 % | + 9,75 %  | + 3,21 %  |

### Équipementiers
Le club est depuis la saison 2012-2013 équipé en maillots et divers accessoires de rugby par l'entreprise Italienne Macron. Avant elle, c'est l'équipementier Le Coq sportif puis Proact qui fournissait la Section paloise. Un second équipementier, Rhino Rugby, fournit également la Section paloise. Leurs matériels sont utilisés par les joueurs à l'entraînement (jougs de mêlée, sac de plaquage, etc) ou en match (trousse de soin, casques, etc).
En 2020, la Section paloise annonce prendre des engagements écologiques.
Ainsi en août 2020, la Section et son équipementier Macron, en partenariat avec TotalEnergies, dévoilent le premier maillot de supporters 100% « vert » du Top 14. Il s'agit d'une tunique dite « réplica » produite à 100 % à partir de matières plastiques recyclées, qui sera disponible lors de la saison 2020-2021.

### Sponsors
Le groupe TotalEnergies est sponsor maillot depuis 1986. Le groupe entretient des liens étroits avec Pau et le Béarn, depuis la découverte du gisement de gaz de Lacq. TotalEnergies est toujours l’un des principaux employeurs de la ville sur le site du centre scientifique et technique Jean-Féger (proche du Stade du Hameau), qui abrite notamment le supercalculateur Pangea III, figurant à la 11e place du TOP500 lors de son lancement,. Le groupe est aussi l'un des plus importants employeurs du Béarn sur le site du Pôle d’études et de recherche de Lacq ou PERL.
En août 2024, le club annonce que Qatar Airways devient « partenaire premium » et « partenaire aérien » pour la saison 2024-2025. Il s'agit de la première incursion de la compagnie qatari dans le rugby à XV, après avoir déjà sponsorisé des clubs de football (FC Barcelone, AS Roma, PSG), une franchise de NBA (Nets de Brooklyn), ainsi de la Formule 1.
En septembre 2024, Toray Carbon Fibers Europe devient également sponsor du club.
| Partenaire Majeur |
| - TotalEnergies   |

| Partenaires Premium |
| - CA Pau Béarn - Teréga - Cave de Gan - Jurançon - Qatar Airways - Crédit agricole Pyrénées Gascogne - Cancé - Sogeba - Autaa |

| Partenaires Officiels                                                   |
| - Nova Constuction - Euralis - 3C Métal - MAS BTP - Toray Carbon Fibers |

## Soutien et image

### Groupes de supporters
Il existe aujourd'hui deux associations de supporters :
- Le 16e homme
- Les amis de la Section
- La Honh'Armada

Parmi les personnalités supportant la Section, on peut citer Jean-Michel Larqué, Isabelle Ithurburu, Vianney ou encore Djayson Karavane. Les chefs Yves Camdeborde et Christian Etchebest sont également des fidèles du club sectionniste. Denis Lalanne était un fan de la Section et d'Auguste Lassalle.

### Affluence
L'affluence moyenne des matchs joués au stade du Hameau a particulièrement augmenté à partir de la saison 2012-2013, cette saison faisait suite à la première finale d'accession en Top 14 jouée par le club à la fin de la saison 2011-2012. Par la suite, et les résultats sportifs aidants, le public est venu toujours plus nombreux au stade. Le club bénéficiera d'une enceinte modernisée et agrandie à partir de la fin de l'année 2016, ce qui permettra d'accompagner la hausse de l'affluence.

### Rivalités
La forte densité de clubs de rugby dans le sud-ouest de la France a donné naissance à de nombreuses rivalités entre la Section paloise et les grands clubs historiques gascons, tels que l’Aviron bayonnais, le Biarritz olympique, le Stadoceste tarbais, le FC Lourdes, le Stade montois ou encore l’US Dax,.
En Béarn, la rivalité s’est principalement concentrée sur le derby du Béarn, opposant la Section paloise au Football Club oloronais, deux villes distantes d’à peine 30 kilomètres. Ces confrontations, souvent très disputées, ont marqué les esprits.
Le Stadoceste tarbais, dirigé par Jules Soulé dans les années 1910, a également été un adversaire historique majeur depuis la création du club,,.
Après la Seconde Guerre mondiale, le FC Lourdes a pris une place centrale dans les rivalités de la Section. Malgré leur défaite en finale du championnat en 1946 contre la Section, les Bigourdans ont rapidement dominé le rugby français pendant les décennies suivantes. Le Stade de la Croix du Prince, a été le théatre de rencontres passionnées contre le FC Lourdes, avec de nombreux records d’affluence.
Cependant, avec la réduction du nombre de clubs dans l’élite à partir des années 2000, les rivalités historiques contre le FC Lourdes ou le Stadoceste tarbais ont perdu en intensité, ces clubs évoluant désormais dans des divisions inférieures.
La rivalité s’est alors déplacée vers la Côte basque, donnant lieu à un « derby gascon » opposant la Section paloise à l’Aviron bayonnais. Ce duel, qualifié ainsi par le président Bernard Pontneau, a des racines profondes remontant aux années 1910, lorsque l’Aviron a recruté plusieurs joueurs formés à l’école de Crockwell, tels que Domercq, Schang et Foueillassar,.
Cette rivalité s’est perpétuée à travers les décennies, intensifiée par le passage de nombreux joueurs entre les deux clubs, à l’image de Benjamin Thiéry, qui décrit ces matchs comme parmi les plus passionnés. En 1937, le journal L'Indépendant des Basses-Pyrénées évoquait déjà l’Aviron bayonnais comme un « vieux et coriace rival ». Depuis 1946, l’Aviron n’a plus réussi à s’imposer à Pau, tandis que la dernière victoire de la Section au Stade d’Anoeta remonte à la saison 2022-2023.
Bien que les Bayonnais aient longtemps contesté l’idée de derby, leur président Philippe Tayeb a, dans les années 2020, embrassé l’appellation de « derby basco-béarnais », reflétant l’intensité croissante de cette confrontation.

### Médias
La Section paloise dispose de plusieurs médias officiels avec en premier lieu son site internet section-paloise.com. Le club est également présent sur les réseaux sociaux avec une page Facebook, des comptes Twitter et Instagram ainsi qu'une chaîne YouTube. Le club est également suivi par plusieurs médias locaux, dont France Bleu Béarn qui retransmet tous ses matchs de championnat. L'actualité du club est également relayée par la presse quotidienne au travers de La République des Pyrénées et de Sud Ouest.

### Responsabilité sociétale des entreprises
Depuis 2017, la Section multiplie les actions environnementales et les initiatives RSE, sous le label « Section Responsable ». Ainsi le club a cessé la distribution de prospectus, remplacés par une application smartphone.
Ainsi, l'anciennne internationale canadienne Elisabeth Langevin, désormais responsable RSE du club après l'arrêt prématuré de sa carrière, a organisé l'opération "À la découverte de notre Coupe du Monde".
Dans le cadre de cette initiative, les joueurs de la Section paloise ont visité des écoles autour de Pau ain de partager avec les élèves la richesse de leur culture d'origine. L'objectif était non seulement de faire découvrir la diversité culturelle des joueurs, mais aussi de favoriser des échanges entre les élèves locaux et ceux du pays d'origine des joueurs.
La Section remporte un prix lors de la Nuit du rugby 2023 pour cette initiative.

#### Fair Play For Planet
L'ancien joueur Julien Pierre, avec son label Fair Play For Planet est désormais l'ambassadeur de la conduite éco-responsable du club.
De plus, dans une vidéo réalisée par Publicis Sport en collaboration avec l’agence Marcel, la Section Paloise dévoile un nouveau maillot pour les supporters élaboré à partir de matériaux 100 % recyclés, appelé le « Maillot le plus Vert ». D'après le club, ce maillot doit être « le symbole de la démarche écoresponsable dans laquelle la Section souhaite s’inscrire sur le long terme ».
Enfin, la restauration au Stade du Hameau privilégie exclusivement les circuits courts.
Le club a ainsi pris la décision de cesser la vente de sandwiches de restauration rapide. Le club a ainsi mis en place un service de restauration appelé « Section Gourmande » qui a vocation à faire appel aux artisans et producteurs locaux.

### Les tondeuses sur pattes
Jean-Marc Souverbie, autre ancien joueur de la Section, a fondé l'association « Les tondeuses sur pattes » qui propose des services d'écopâturage pour l'entretien des espaces verts avec des brebis béarnaises. Ce sont des animaux de réforme qui ont été sauvées de l'abattoir. Le projet a été créé en réponse à une forte demande de la Section paloise pour un projet de responsabilité sociétale de l'entreprise (RSE). L'objectif est de réduire l'empreinte carbone et de promouvoir la biodiversité en utilisant des animaux pour tondre les pelouses, autour du Stade du Hameau. L'association est devenue populaire et compte actuellement 45 brebis et 4 ânes dans son cheptel.
À l'avenir, l'association envisage également d'installer des ruches et des nids d'oiseaux sur le terrain de la Section paloise pour sensibiliser les gens à la faune et la flore et éventuellement ouvrir un parcours pédagogique pour les enfants.